# Äthiopien
Äthiopien [ʔɛˈtʰi̯oːpʰi̯ən] (amharisch ኢትዮጵያ Ityop̣p̣əya, aus altgriechisch Αἰθιοπία Aithiopia; amtlich Demokratische Bundesrepublik Äthiopien) ist ein Binnenstaat im Osten Afrikas. Zur Zeit des Kaiserreichs Abessinien war das Land auch als Abessinien (seltener auch Abyssinien) bekannt. Das Land am Horn von Afrika grenzt an Eritrea, den Sudan, den Südsudan, Kenia, Somalia und Dschibuti.
Äthiopien ist mit über 90 ethnischen Gruppen und ebensovielen Sprachen ein Vielvölkerstaat und zugleich der bevölkerungsreichste Binnenstaat der Welt. Ein großes Entwicklungshindernis ist das sehr schnelle Bevölkerungswachstum in einem traditionell ländlich geprägten Umfeld, in dem es oft an elementarer Infrastruktur mangelt. Die Hauptstadt Addis Abeba zählt hingegen zu den größten Metropolen Afrikas. Durch Urbanisierung wachsen auch weitere Städte wie Gonder, Mek’ele, Adama, Awassa, Bahir Dar und Dire Dawa.
Äthiopien gilt als eines der Herkunftsländer des modernen Menschen und als Ursprungsland des Kaffees. Es blickt auf rund 3000 Jahre ununterbrochener Geschichte zurück. Diese lange Zeitspanne einer von außen fast ungestörten Kultur- und Zivilisationsentwicklung macht das Land, das neun UNESCO-Welterbestätten aufweist, auch zu einem begehrten Tourismusziel. Nach der Schlacht von Adua 1896, bei der das kaiserliche Heer Äthiopiens eine italienische Kolonialarmee vernichtend besiegte, blieb Äthiopien neben Liberia zunächst der einzige unabhängige Staat Afrikas. Von 1935 bis 1941 folgte mit dem Abessinienkrieg ein brutaler Eroberungsversuch des faschistischen Italien, bei dem zwischen 330.000 und 760.000 Äthiopier getötet wurden.
Nach dem Zweiten Weltkrieg modernisierte Kaiser Haile Selassie das Land teilweise. 1974 endete die etwa 700-jährige Herrschaft der Salomonischen Dynastie mit einem Putsch, dem eine sozialistische Einparteiendiktatur folgte. Im Jahr 1991 kam die Rebellenallianz EPRDF nach einem Bürgerkrieg an die Macht. Die EPRDF hat sich seitdem als Regierungskoalition etabliert und regiert weitgehend autoritär in einem föderalen System. Im Dezember 2019 vereinigten sich drei der vier konstituierenden EPRDF-Parteien zu einer neuen Partei, der Wohlstandspartei, die seitdem die Regierung führt. Ab etwa 2005 begann die Wirtschaft Äthiopiens in hohem Tempo zu wachsen (siehe Liste der Länder nach Wirtschaftswachstum).
Der BTI-Report von 2020 stellte erste Erfolge einer politischen und wirtschaftlichen Transformation fest.
Im August 2020 wurden von der Regierung unter Ministerpräsident Abiy Ahmed die Parlamentswahlen mit Verweis auf die COVID-19-Pandemie auf unbestimmte Zeit verschoben, was zu innenpolitischen Konflikten führte. Ab November 2020 entwickelte sich der Konflikt der Zentralregierung mit der Regionalregierung von Tigray zum Bürgerkrieg in Tigray.

## Geographie

### Geographische Lage
Äthiopien liegt am Horn von Afrika und in Ostafrika im weiteren Sinne. Das Land ist nach der Fläche der zehntgrößte Staat in Afrika, rund dreimal so groß wie Deutschland. Hinsichtlich der Bevölkerungszahl liegt das Land an zweiter Stelle hinter Nigeria. Seine Grenzen sind 5328 km lang und trennen das Land auf einer Länge von 349 km von Dschibuti, auf 912 km von Eritrea, auf 861 km von Kenia, auf 1600 km von Somalia, auf 883 km vom Südsudan und auf 723 km vom Sudan.
Zwischen 1952 und 1993 hatte Äthiopien einen Zugang zum Meer, der jedoch mit der Unabhängigkeit Eritreas verloren ging.

### Topographie

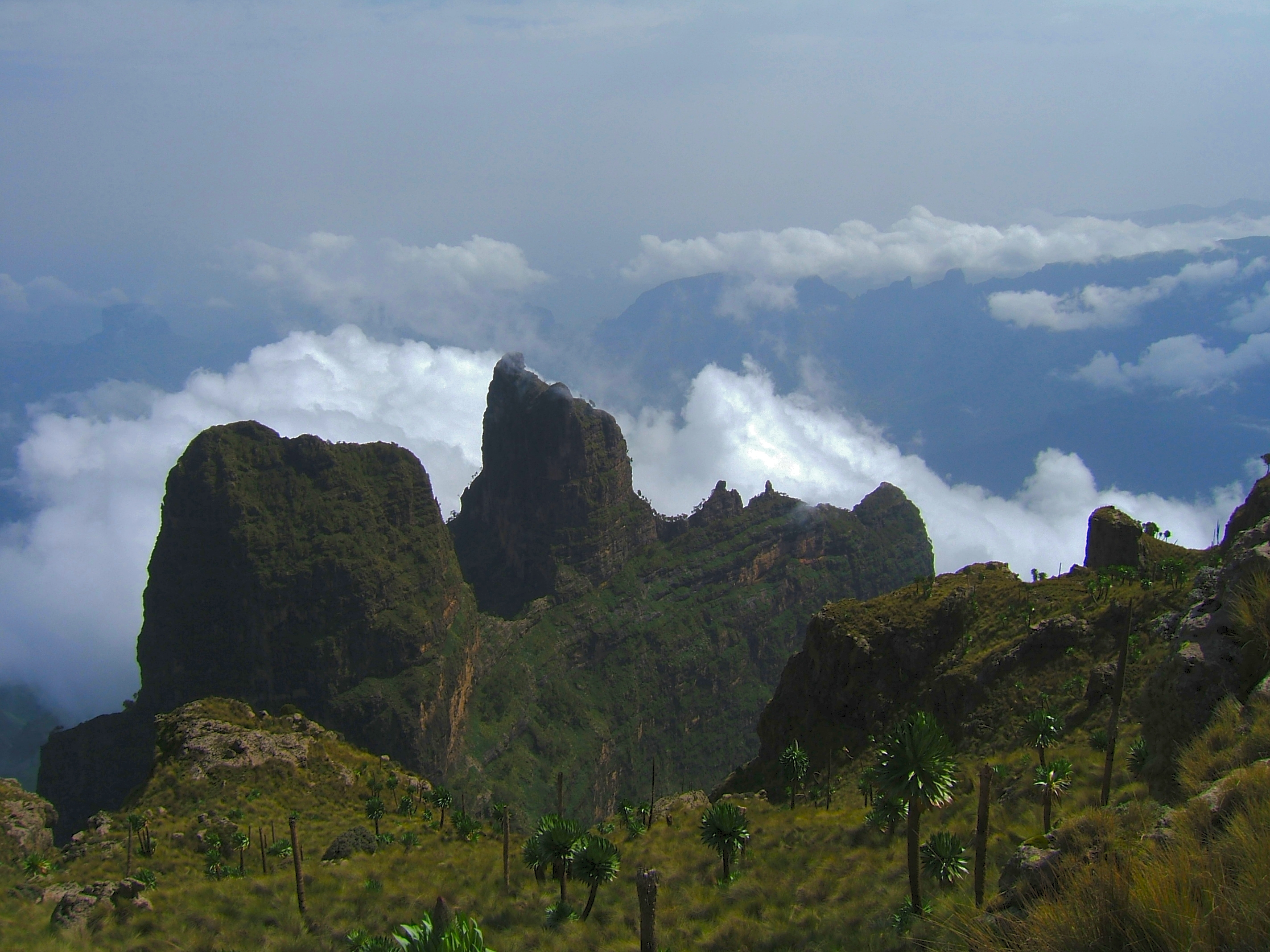
Im Nationalpark des Simien-Gebirges (Simien Mountains)

Die Landesnatur Äthiopiens nimmt innerhalb Afrikas eine Sonderrolle ein. Äthiopien ist neben Lesotho das am höchsten gelegene Land des Kontinents: 50 Prozent seiner Fläche liegen höher als 1200 Meter, mehr als 25 Prozent über 1800 Meter, mehr als 5 Prozent erreichen sogar Höhen über 3500 Meter. Dennoch hat der größte Teil des Hochlandes Mittelgebirgscharakter. Hier herrscht gemäßigtes Klima vor. Die Hochlandränder und die Einschnitte der Flüsse (Blauer Nil, Omo, Tekeze) sind sehr steil.
Der Großteil Äthiopiens wird vom Hochland von Abessinien eingenommen; in diesem weitläufigen Hochgebirge liegt auch die Hauptstadt Addis Abeba (2370 m). Höchster Berg des Hochlandes ist der Ras Daschän (4533 m); weitere Viertausender sind der Talo (4413 m), der Guma Terara (4231 m) und der Guge (4203 m). Durch die Mitte des Landes zieht sich in Nordost-Südwest-Richtung der Große Afrikanische Grabenbruch (der hier auch Abessinischer Graben genannt wird). Auf dessen südöstlicher Seite schließt sich das Somali-Hochland mit dem Deemtu (4377 m) an. Die tiefste Landesstelle befindet sich mit 116 m unter dem Meeresspiegel in der Koba-Senke (oder Afar-Senke) am Karumsee westlich der Grenze zu Eritrea.
An Bodenschätzen werden in Äthiopien vor allem Gold, Tantal und Edelsteine ausgebeutet. Daneben verfügt das Land über nachgewiesene Vorkommen von Platinmetallen, Niob, Nickel, Kupfer, Chrom, Mangan, Kalk, Sandstein, Gips, Ton, Braunkohle, Opal, Ölschiefer, Laterit, Eisenerz, Bentonit, Perlit, Kieselgur, Pottasche und Steinsalz. Erdöl- und Erdgasvorkommen werden unter anderem in Gambela und in Somali vermutet.

### Klima

Klimaverteilung Äthiopiens nach Köppen & Geiger

Das Land reicht von den inneren Tropen bis zu den nördlichen Randtropen. Demnach herrscht Tageszeitenklima vor, Jahreszeiten sind nicht ausgeprägt. Die klimatischen Unterschiede innerhalb von Äthiopien sind in erster Linie durch die Höhe bedingt, in den Tiefebenen ist es heiß und in den Hochebenen relativ kühl.
Man kann drei Klimate unterscheiden: das tropisch-heiße Klima bis 1800 m, das warm-gemäßigte Klima von 1800 bis 2500 m sowie ein kühles Klima über 2500 m. In der Hauptstadt Addis Abeba, die auf ca. 2400 m Höhe liegt, liegt die durchschnittliche Tagestemperatur mittags zwischen 8 und 24 °C.
Im tropisch-heißen Klima (Qolla) ist es durchschnittlich 27 °C warm bei einer jährlichen Regenmenge unter 500 mm Niederschlag. Das warm-gemäßigte Klima (Woyna Dega) ist 22 °C warm bei 500 bis 1500 mm Niederschlag pro Jahr. Im Gebirgsklima (Dega, über 2500 m) werden nur 16 °C gemessen, und die Regenmenge steigt bis 1800 mm Niederschlag. Die Hauptregenzeit ist zwischen Mitte Juni und September, eine kleine Regenzeit gibt es zwischen Februar und März.
Äthiopien verfügt über eine lange Geschichte extremer Wetterereignisse. Niederschläge fallen sehr häufig stark konzentriert als Konvektionsstürme. In den letzten drei Jahrzehnten gab es unzählige lokale Dürren und sieben große Dürren, teilweise mit der Folge von Hungersnöten. Bezüglich der zukünftigen Veränderungen infolge der globalen Erwärmung wird mit einer Verschlechterung der Situation gerechnet, die Bodenerosion, Wüstenbildung, den Verlust an Biodiversität und wiederkehrende Überschwemmungen verstärken könnte. Laut dem Nationalen Aktionsprogramm zur Anpassung (NAPA) werden Landwirtschaft, Wasserressourcen und die menschliche Gesundheit am stärksten negativ vom Klimawandel betroffen sein.

### Gewässer

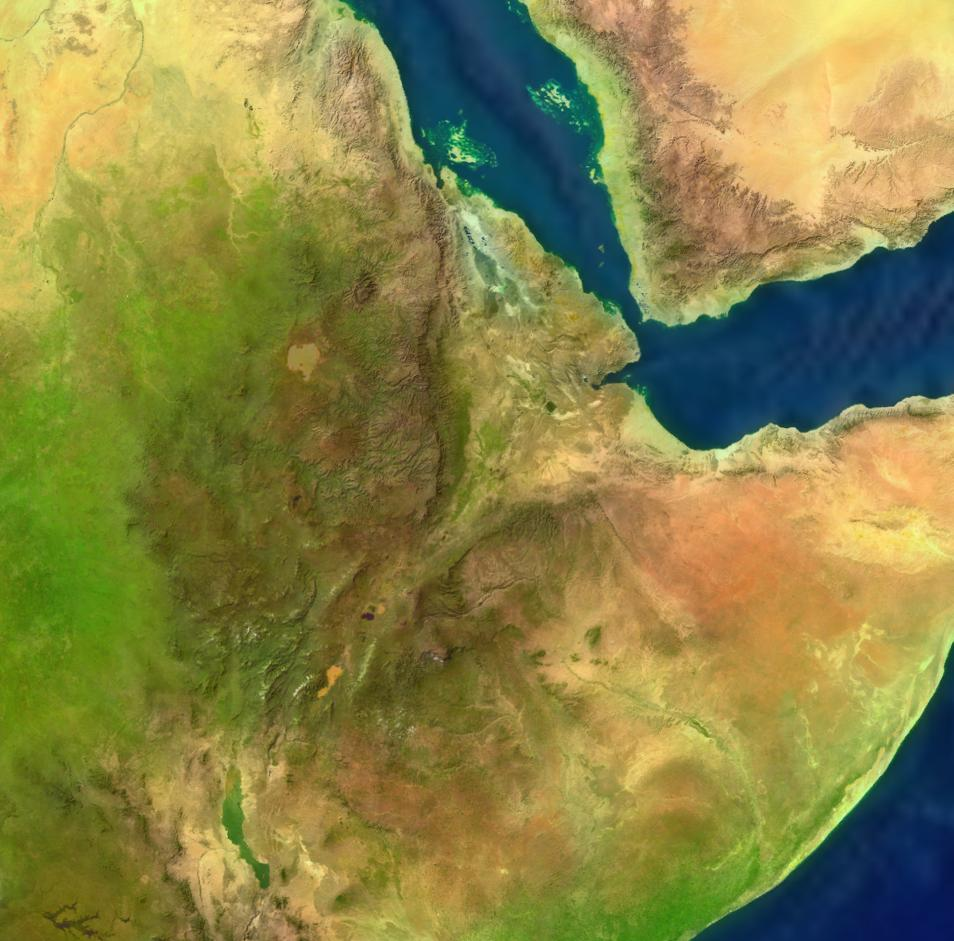
Satellitenbild Äthiopiens

Seen Der größte See ist der Tanasee. Im großen afrikanischen Grabenbruch gibt es viele meist vulkanische Seen. Der Shala ist der größte Kratersee und der tiefste des Landes. Der Langano ist wegen seines hohen Gehalts an Natriumhydrogencarbonat einer der wenigen Seen, in denen man baden kann, da er frei von Bilharzioseerregern ist. Seit 2011 ist am Blauen Nil die Grand-Ethiopian-Renaissance-Talsperre im Bau, die seit 2022 zum Teil in Betrieb genommen ist.
Flüsse Äthiopien ist hydrologisch vom Nil dominiert. Der vom Tanasee rührende Blaue Nil spendet 80 % des Wassers des Nils an der Mündung. Die Quellflüsse des Sobat wie Baro und Akobo, die in den Weißen Nil münden, stellen einen weiteren großen Zustrom des Nils dar (etwa 10 %). Auch der Norden entwässert über den Tekeze-Setit in das Nil-Einzugsgebiet. Äthiopien ist zwar nicht die Quelle des Nils, aber der Ursprung des größten Teils des Wassers, das schließlich durch ihn ins Mittelmeer fließt. Darüber hinaus entspringen die dem Grabenbruch folgenden endorhëischen Flüsse Awash und Omo in dem ostafrikanischen Staat; ebenso die Quellflüsse des Juba wie der Ganale und der Juba Nebenfluss Wabi Shebelle, die auf der anderen Seite des Grabenbruchs Richtung Indischer Ozean entwässern.

### Flora und Fauna
Aufgrund seiner abwechslungsreichen Topographie, diverser geologischer Schichten und verschiedener klimatischer Verhältnisse ist Äthiopien die Heimat für eine vielfältige Pflanzen- und Tierwelt. Von der Savanne über immergrüne Feuchtwälder bis hin zu Regionen mit alpinem Klima haben sich hier viele Lebensräume etabliert.

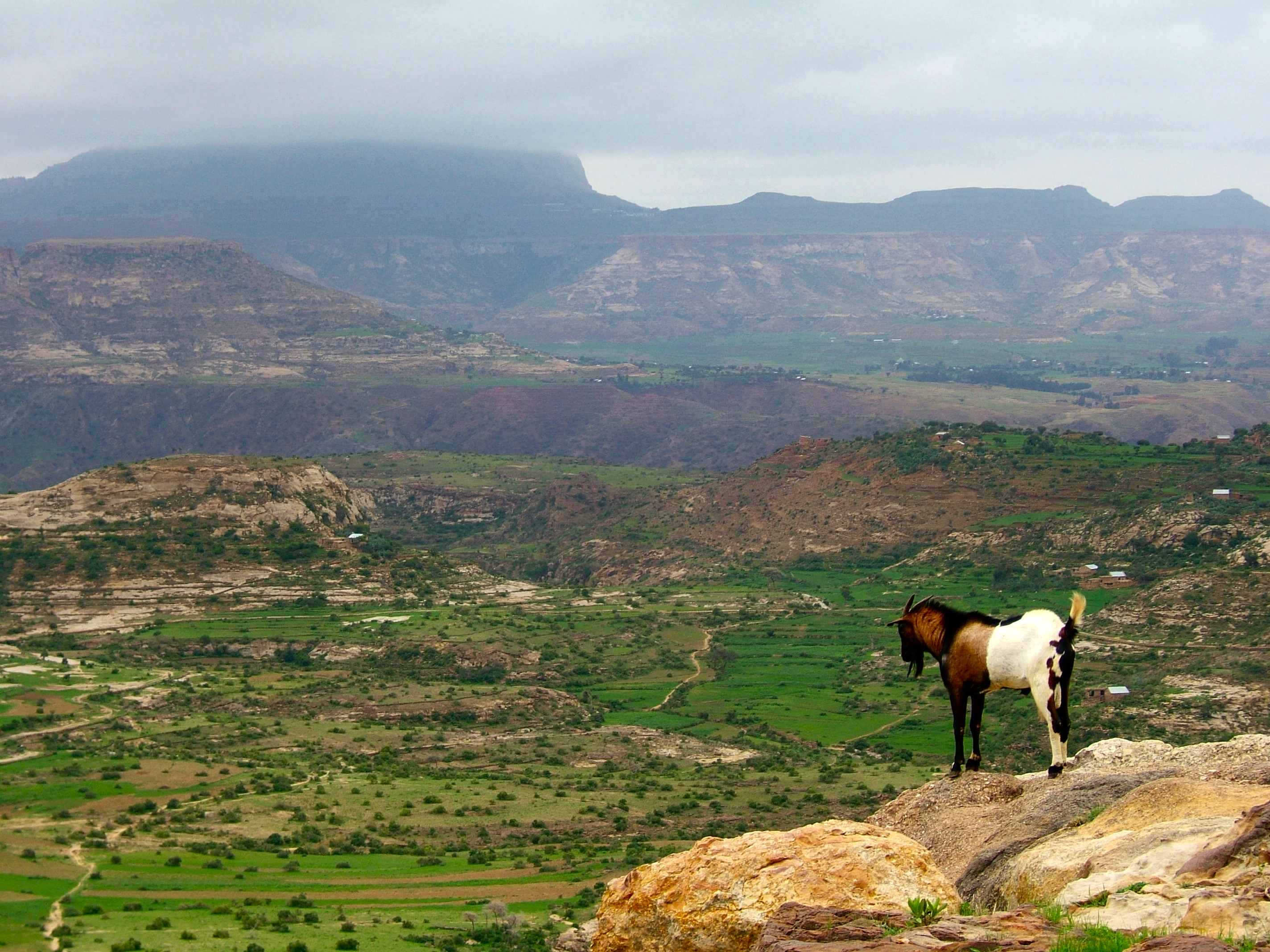
Äthiopisches Hochland

Äthiopien ist eines der acht Genzentren der Erde. Die äthiopische Flora umfasst ungefähr 7000 höhere Pflanzenarten, von denen ungefähr zwölf Prozent endemisch sind. Äthiopien ist das Ursprungsland des Kaffees und verschiedener Getreidearten, wie Teff, sowie der Zierbanane (Ensete). Über 20 verschiedene Kulturpflanzen stammen aus diesem Land.
Die Schirmakazie, der Baobab, Wacholder und der Maulbeerfeigenbaum sind typische Baumarten des Landes. Eines der großen Umweltprobleme Äthiopiens ist die Waldrodung, die dazu geführt hat, dass bereits Anfang des 20. Jahrhunderts viele dieser Arten in ihrem Bestand erheblich geschwächt waren. Eine Aufforstung mit schnell wachsenden Eukalyptusbäumen im Jahr 1905 hat dazu geführt, dass diese heutzutage den größten Teil der Bäume Äthiopiens ausmachen. Zu einem ähnlichen Problem hat sich die in den 1970er Jahren begonnene Ansiedlung von Prosopis juliflora in Teilen der Afar-Region entwickelt. Die extrem invasive Pflanze wird von der lokalen Bevölkerung als Bedrohung für ihre Landwirtschaft gesehen.
Unter den zahlreichen Tierarten sind 30 Säugetierarten (12 Prozent) (unter anderem der Äthiopische Wolf, der Äthiopische Steinbock, die Sömmerringgazelle, der Dschelada und das Bergnyala), 23 Vogelarten (2,6 Prozent) (unter anderem der Erzrabe, die Blauflügelgans, die Rougets Ralle und der Klunkeribis), drei Reptilien- (3,9 Prozent) und 17 Amphibienarten (31,5 Prozent) endemisch.

### Nationalparks
In Äthiopien gibt es 22 Nationalparks (Stand: 2021). Der Nationalpark Simien-Gebirge (englisch Simien Mountains) gehört zum Weltnaturerbe der UNESCO.
Das Schutzgebietssystem wird durch etwa 100 weitere nationale Schutzgebiete mit unterschiedlichem Schutzstatus ergänzt.

### Städte
Im Jahr 2023 lebten 23 Prozent der Einwohner Äthiopiens in Städten. Die größten Städte nach einer Schätzung der Zentralen Statistikagentur für 2016 sind:
- Addis Abeba 3.352.000 Einwohner
- Gonder 341.991 Einwohner
- Mek’ele 340.859 Einwohner
- Adama (früher: Nazret) 338.940 Einwohner,
- Awassa 318.618 Einwohner
- Bahir Dar 297.794 Einwohner
- Dire Dawa 285.000 Einwohner

Die Städte Mek’ele, Awassa und Gonder verdoppelten ihre Einwohnerzahl zwischen 2005 und 2016, Addis Abeba, Dire Dawa und Adama wuchsen deutlich weniger stark.

## Bevölkerung

### Demografie
Äthiopien hat eine große und schnell wachsende Bevölkerung. Zu Beginn des 20. Jahrhunderts lebten etwa 11 Millionen Menschen in Äthiopien, bis 1960 verdoppelte sich die Bevölkerung auf etwa 22 Millionen Menschen, um 1987 lebten etwa 44 Millionen Menschen im Land. Äthiopien hatte 2022 123,4 Millionen Einwohner. Das jährliche Bevölkerungswachstum betrug + 2,5 %. Zum Bevölkerungswachstum trug ein Geburtenüberschuss (Geburtenziffer: 31,8 pro 1000 Einwohner vs. Sterbeziffer: 6,5 pro 1000 Einwohner) bei. Die Anzahl der Geburten pro Frau lag 2022 statistisch bei 4,1, die der Region Sub-Sahara-Afrika betrug 4,5. Auf dem Land ist die Kinderzahl nach wie vor hoch, während sie in den Städten stark zurückgegangen ist. Addis Abeba ist die einzige Stadt Afrikas, wo sie mit 1,3 unter dem Ersatzniveau von 2,1 Kindern je Frau liegt. Da die Stadtbevölkerung nur einen Anteil von 16 Prozent an der Gesamtbevölkerung Äthiopiens hat, wird das Bevölkerungswachstum bei etwa 2,5 Prozent pro Jahr verharren. Der Median des Alters der Bevölkerung lag im Jahr 2021 bei 18,5 Jahren. Im Jahr 2023 waren 39,3 Prozent der Bevölkerung unter 15 Jahre, während der Anteil der über 64-Jährigen 3,2 Prozent der Bevölkerung betrug.
Im Jahr 2040 wird die Bevölkerung bei etwa 136 Millionen liegen, wenn die Fertilität schnell sinkt, oder bei etwa 161 Millionen, wenn sie langsam sinkt. Es ist somit umstritten, ob sich Äthiopien bereits am Beginn des demografischen Überganges befindet und den damit verbundenen Nutzen daraus ziehen kann oder ob das hohe Bevölkerungswachstum auch in der Zukunft die wirtschaftliche Entwicklung des Landes negativ beeinflussen wird.
Im Jahr 2020 waren knapp 750.000 Flüchtlinge, hauptsächlich aus den Nachbarstaaten, in Äthiopien registriert.

### Bevölkerungsstruktur
Die für 2020 errechnete Bevölkerungsdichte liegt mt 111,7 Einwohnern pro Quadratkilometer.

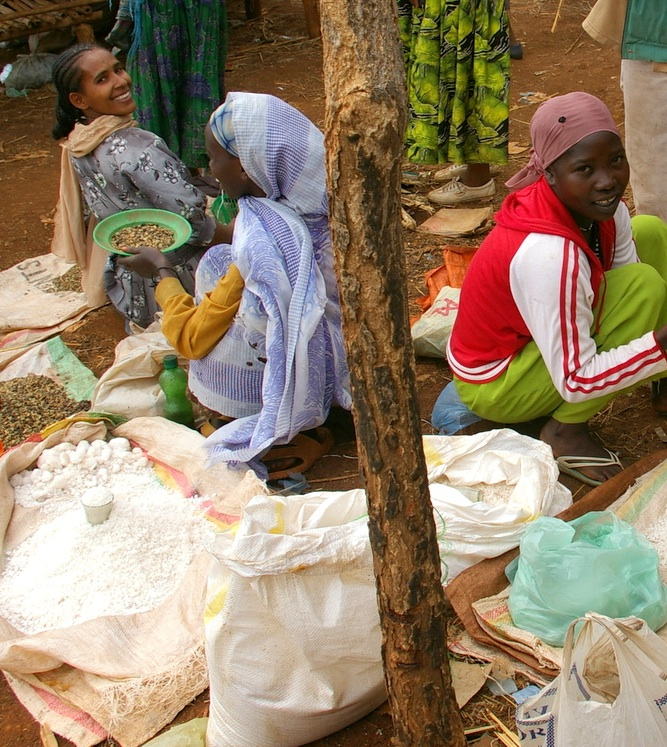
Marktfrauen in Asosa, Benishangul-Gumuz, West-Äthiopien

Äthiopien ist ein Vielvölkerstaat mit etwa 90 ethnischen Gruppen, deren Größe von wenigen Hundert bis zu mehreren Millionen reicht. Obwohl geographisch Afrika südlich der Sahara zugerechnet, sind große Teile des Landes in ihrer historischen und kulturellen Entwicklung stark von Einflüssen aus Vorderasien geprägt.
Seit Ende des 19. Jahrhunderts wird das Land auf der politischen und kulturellen Ebene von den Amharen dominiert. Obwohl sie offiziell nur rund 27 Prozent der Bevölkerung stellen, ist ihre Sprache, das Amharische, Amtssprache und vor allem in den Städten als Verkehrssprache weit verbreitet. Zusammen mit den Tigray, die etwa sechs Prozent der äthiopischen Bevölkerung ausmachen, siedelten sie traditionell als Bauern in den nördlichen Hochländern, dem Kernland des historischen äthiopischen Kaiserreichs. Amharen und Tigray können unter dem äthio-semitischen Begriff Habescha (Abessinier) zusammengefasst werden, beide Sprachen zählen zu den äthiosemitischen Sprachen. Zum überwiegenden Teil sind sie Anhänger der Äthiopisch-Orthodoxen Tewahedo-Kirche.

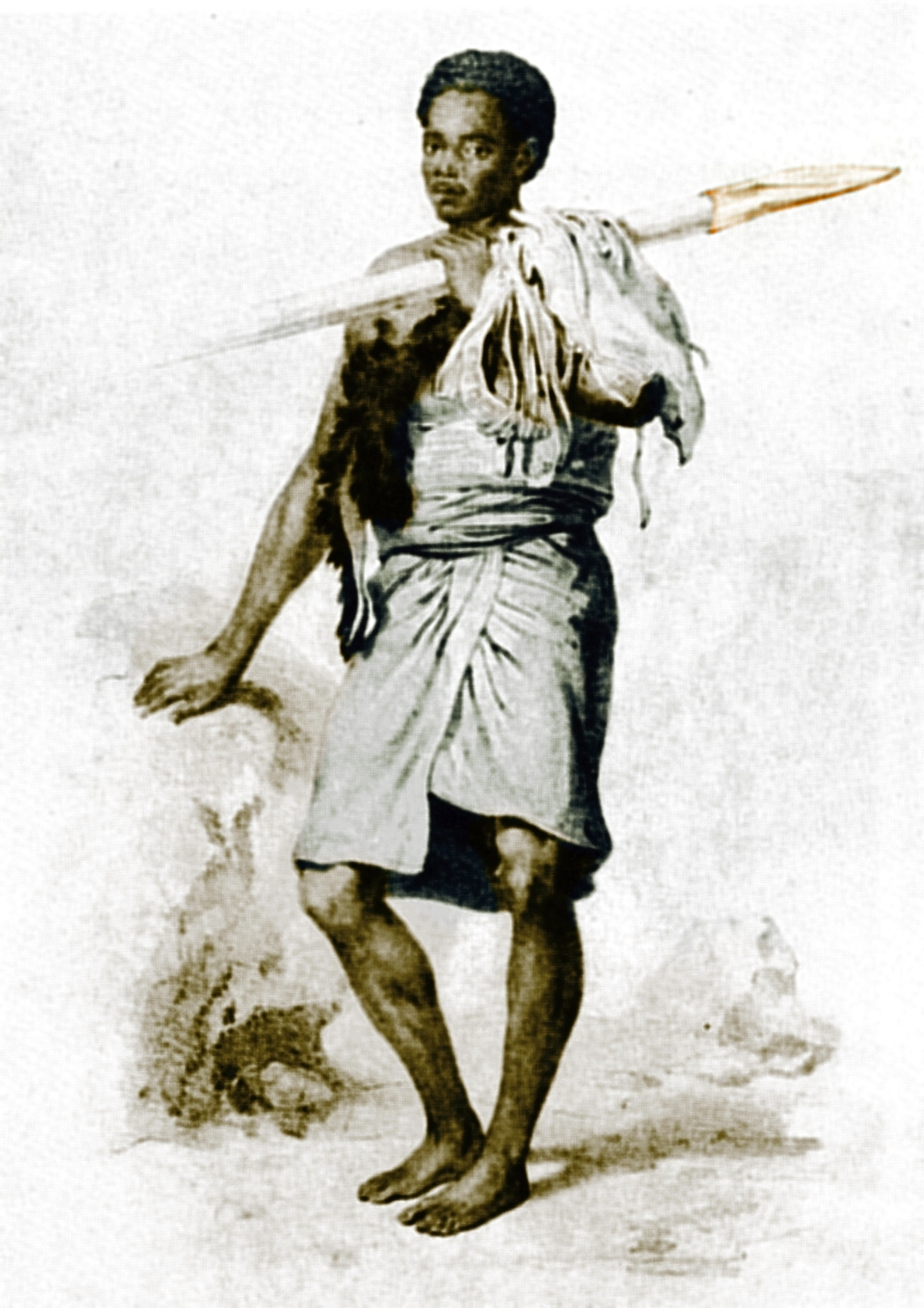
Arbeiter aus Agame (um 1845)

Die zahlenmäßig größte Ethnie bilden allerdings die Oromo. Sie waren früher als „Galla“ bekannt, was auf Amharisch auch „heidnisch“ bzw. „nichtchristlich“ bedeutet; diese Bezeichnung gilt heute als abwertend und veraltet. Die Oromo leben im Süden, Osten und Westen des Landes und stellen offiziell 34 Prozent der Bevölkerung. Viele Oromo sind Muslime, es gibt aber auch äthiopisch-orthodoxe sowie protestantische Christen unter ihnen. Die Oromo gehören zur kuschitischen Sprachgruppe. Zu dieser gehören auch die Somali (6,2 Prozent) und Afar (1,7 Prozent) in den Tieflandgebieten im Osten des Landes, die Agau (verschiedene Untergruppen im nördlichen Hochland, zusammen mehr als 1 Prozent) sowie die Sidama (4 Prozent), Hadiyya (1,7 Prozent) und andere im südlichen Hochland.
Zur omotischen Sprachgruppe im Südwesten Äthiopiens gehören Wolaytta (2,3 Prozent), Gamo (1,5 Prozent), Kaffa (1,2 Prozent) und zahlreiche kleinere Gruppen.
Im Westen des Landes leben in den Grenzgebieten zum Sudan und Südsudan auch kleinere Minderheiten, die nilo-saharanische Sprachen sprechen, wie die Berta (0,25 Prozent), Gumuz (0,22 Prozent), Anuak (0,12 Prozent), Nuer (0,2 Prozent) und Majangir (0,03 Prozent). Diese Volksgruppen leben zum Teil auch im Sudan bzw. Südsudan. Sie wurden früher von den Hochland-Äthiopiern abwertend Shanqella genannt. Sie sind meist von dunklerer Hautfarbe und gelten daher als Schwarzafrikaner, von denen sich die Hochlandbewohner abgrenzen.
Im Jahr 2017 waren 1,2 % der Bevölkerung im Ausland geboren. Der größte Teil davon sind Flüchtlinge aus Eritrea, Somalia und dem Südsudan.

### Sprachen
In Äthiopien werden fast 100 Sprachen gesprochen. Die faktische Amtssprache auf der Bundesebene ist Amharisch, das zum (süd-)semitischen Zweig des Afroasiatischen gehört und als Muttersprache von etwa 19,8 Mio. Menschen gesprochen wird, als Zweitsprache von weiteren 4 Mio. Äthiopiern. Das kuschitische Oromo ist mit ca. 25,5 Mio. Sprechern die Sprache mit den meisten Sprechern. Allerdings ist die Sprecherzahl einzelner Sprachen oft ein Politikum und Angaben dazu daher mit Vorsicht zu genießen. Englisch ist Bildungssprache und wird in den Oberschulen als Unterrichtssprache verwendet. In einzelnen Bundesstaaten, deren Grenzen entlang von Sprachgrenzen gezogen wurden, dienen die regionalen Sprachen Oromo, Tigrinya, Somali, Afar und Harari als Arbeitssprache der Behörden; Amharisch ist neben der Region Amhara auch in den ethnisch und sprachlich gemischten Regionen Gambela, Benishangul-Gumuz und in der Region der südlichen Nationen, Nationalitäten und Völker Arbeitssprache. Weitere Sprachen wie Sidama und Kafficho werden lokal in den Grundschulen verwendet.
2020 beschloss das Kabinett die Zulassung von Oromo, Tigrinya, Somali und Afar als weitere Amtssprachen auf Bundesebene.
Die Sprachen Äthiopiens gehören – sehr ungleich verteilt – zwei großen Sprachfamilien an: dem Afroasiatischen (früher Semito-Hamitisch genannt) und dem Nilo-Saharanischen. Dabei entfallen fast 99 Prozent auf das Afroasiatische, das in Äthiopien mit seinen Zweigen Semitisch (vorwiegend in der nördlichen Hälfte des Landes), Omotisch (im Südwesten) und Kuschitisch (im Süden, Westen und Osten) vertreten ist. Die Nilo-Saharanischen Sprachen (im Westen Äthiopiens, mit den Zweigen Nilotisch, Surmisch und Komuz) machen nur zwischen 500.000 und 1 Million Sprecher aus.
Die Äthiopische Gebärdensprache wird von zwischen 250.000 und 1 Million Menschen beherrscht. Basis dieser Sprache dürfte die American Sign Language sein, die der Familie der französischen Gebärdensprachen zugehörig ist.

### Religionen

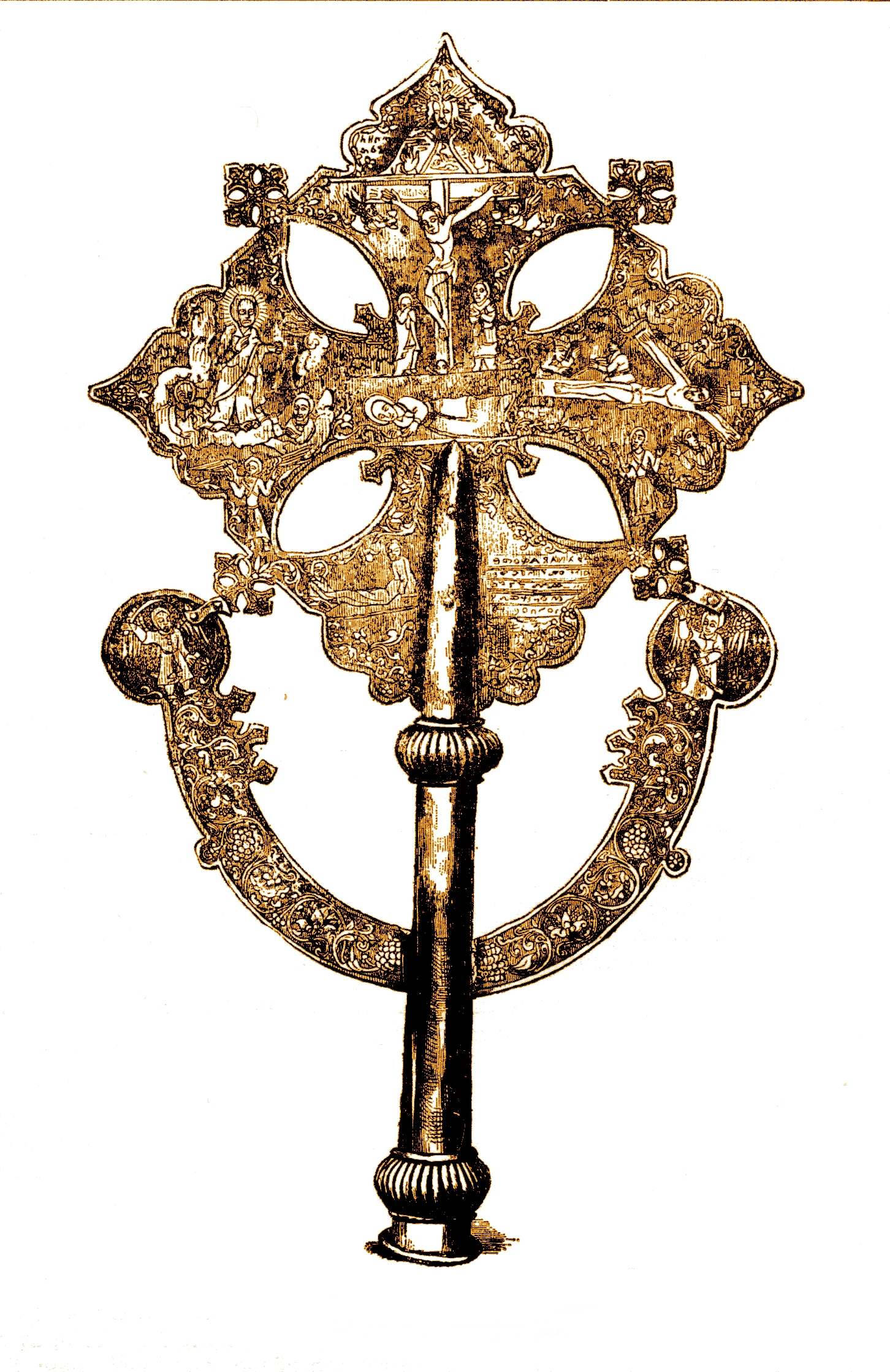
Das Kreuz von Tewodros II. (um 1870)

Die religiöse Bevölkerungszusammensetzung des Landes ist ebenso divers wie die ethnische. Die wichtigsten Glaubensgemeinschaften sind die äthiopisch-orthodoxen Christen, die sunnitischen Muslime und verschiedene äthiopisch-evangelische Kirchen. Kleine Minderheiten bilden die Anhänger von traditionellen Religionen, Katholiken und Juden. Fast alle äthiopischen Juden (Falascha, Beta Isra’el) wurden in drei Lufteinsätzen nach Israel evakuiert.
Zur religiösen Zusammensetzung der Bevölkerung in Äthiopien gibt es widersprüchliche Angaben. Die vorläufigen Ergebnisse der letzten Volkszählung von 2007 geben folgende Zahlen: 62,8 Prozent Christen – davon 43,5 Prozent Äthiopisch-Orthodoxe (Zensus 1994: 50,6 Prozent), 18,6 Prozent Protestanten (1994: 10,2 Prozent) und 0,7 Prozent Katholiken – gegenüber 33,9 Prozent Muslimen (1994: 32,8 Prozent), 2,6 Prozent Anhänger traditioneller Religionen (1994: 4,6 Prozent) und 0,6 Prozent Sonstige (z. B. Atheisten, 1994: 1,8 Prozent). In diversen Enzyklopädien und Nachschlagewerken werden dagegen Zahlen angegeben, die teils stark von diesen offiziellen Angaben abweichen. Der Anteil der Christen bewegt sich dabei zwischen 40 und 55 Prozent, und derjenige der Muslime schwankt zwischen 40 und 50 Prozent. Dem vergleichsweise niedrigen Anteil an Muslimen an der Bevölkerung in den offiziellen Zahlen wird auch von wissenschaftlicher Seite Skepsis entgegengebracht:

“The 1994 CSA census put the percentage of the Muslim population of Ethiopia at 32,8 %, however, this number is doubted by Muslims and many scholars alike. A percentage of ca. 45 % Muslims in Ethiopia […] is believed to be a more realistic estimate.”

Für die Glaubensgemeinschaft der Rastafari sind Kaiser Haile Selassie und das Land an sich von zentraler Bedeutung. Eine sehr kleine Gruppe von Anhängern dieser religiösen Bewegung lebt in Shashemene südlich von Addis Abeba (in Oromia), seitdem sich dort afrikanische Heimkehrer erst aus den USA, später aus Jamaika und dann aus der ganzen Welt niedergelassen haben.

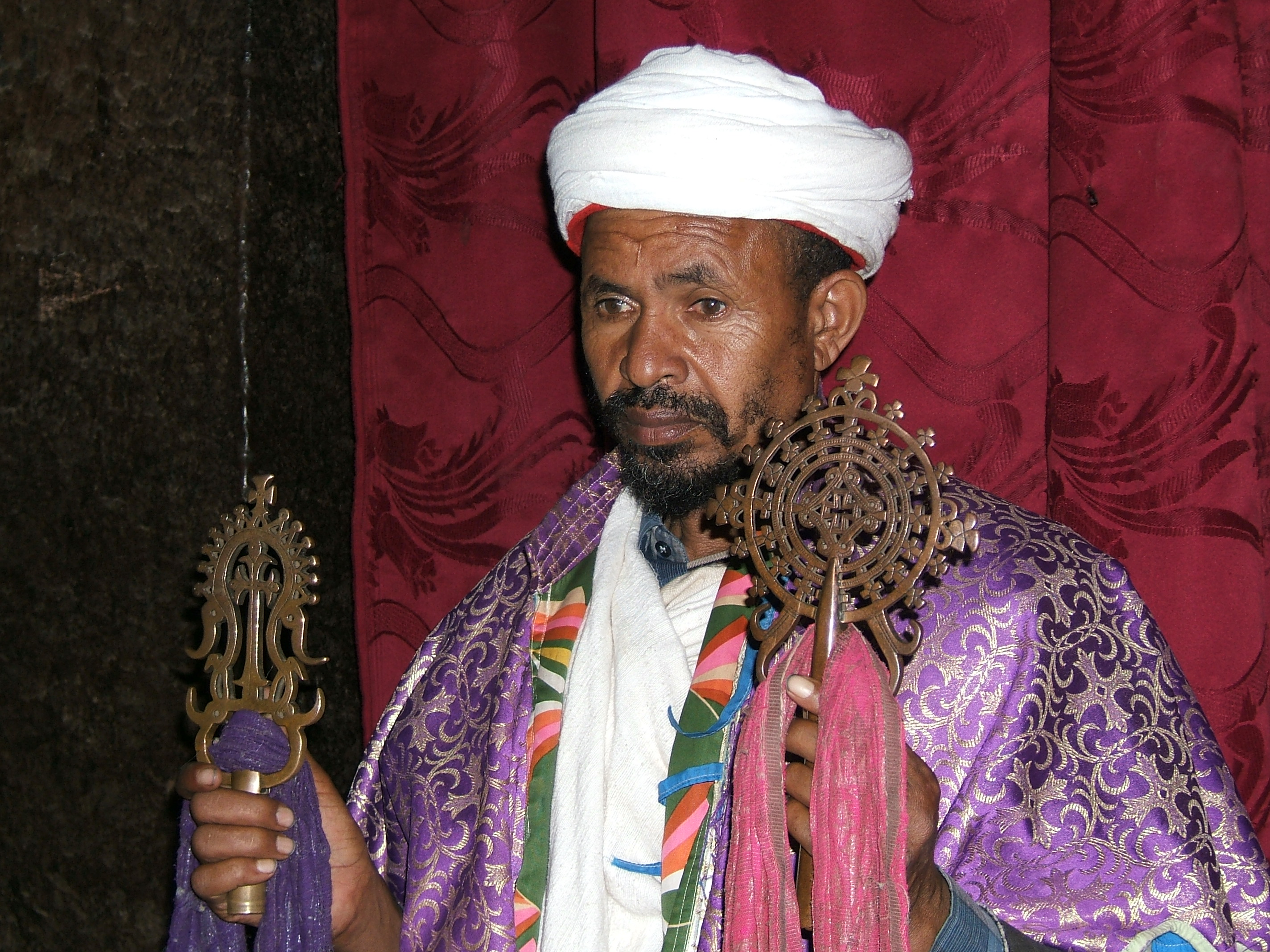
Äthiopischer Priester mit typischen äthiopischen Kreuzen

#### Äthiopisch-Orthodoxe Kirche
Anfang des 4. Jahrhunderts verbreitete sich das Christentum in Äthiopien. Das äthiopisch-orthodoxe Christentum, das vor allem unter den Amharen und Tigray verbreitet ist, ist die historisch bedeutsamste Religion des Landes. Äthiopien zählt mit Armenien und Georgien zu den ältesten christlich geprägten Staaten der Erde.
Die äthiopische Kirche ist im Unterschied etwa zu den griechisch-orthodoxen, katholischen und protestantischen Kirchen miaphysitisch, das heißt, dass ihre Abspaltung vom westlichen Christentum auf dem Konzil von Chalcedon stattfand und sie somit nicht als eine orthodoxe Kirche im Sinne der dyophysitischen russisch- oder griechisch-orthodoxen Kirche gesehen werden kann. Sie steht somit den indischen Thomaschristen, den Armeniern, den Aramäern und auch den ägyptischen Kopten nahe. Die religiöse Spaltung geht auf die Definition der Natur Christi zurück. Die miaphysitischen Kirchen vertreten die Lehre, dass Jesus nur eine göttlich-menschliche Natur hatte, während die Dyophysiten glauben, dass er je eine göttliche und eine menschliche hatte. Für diese Konfession sind die äthiopischen Rundkirchen typisch.

#### Protestanten und Katholiken

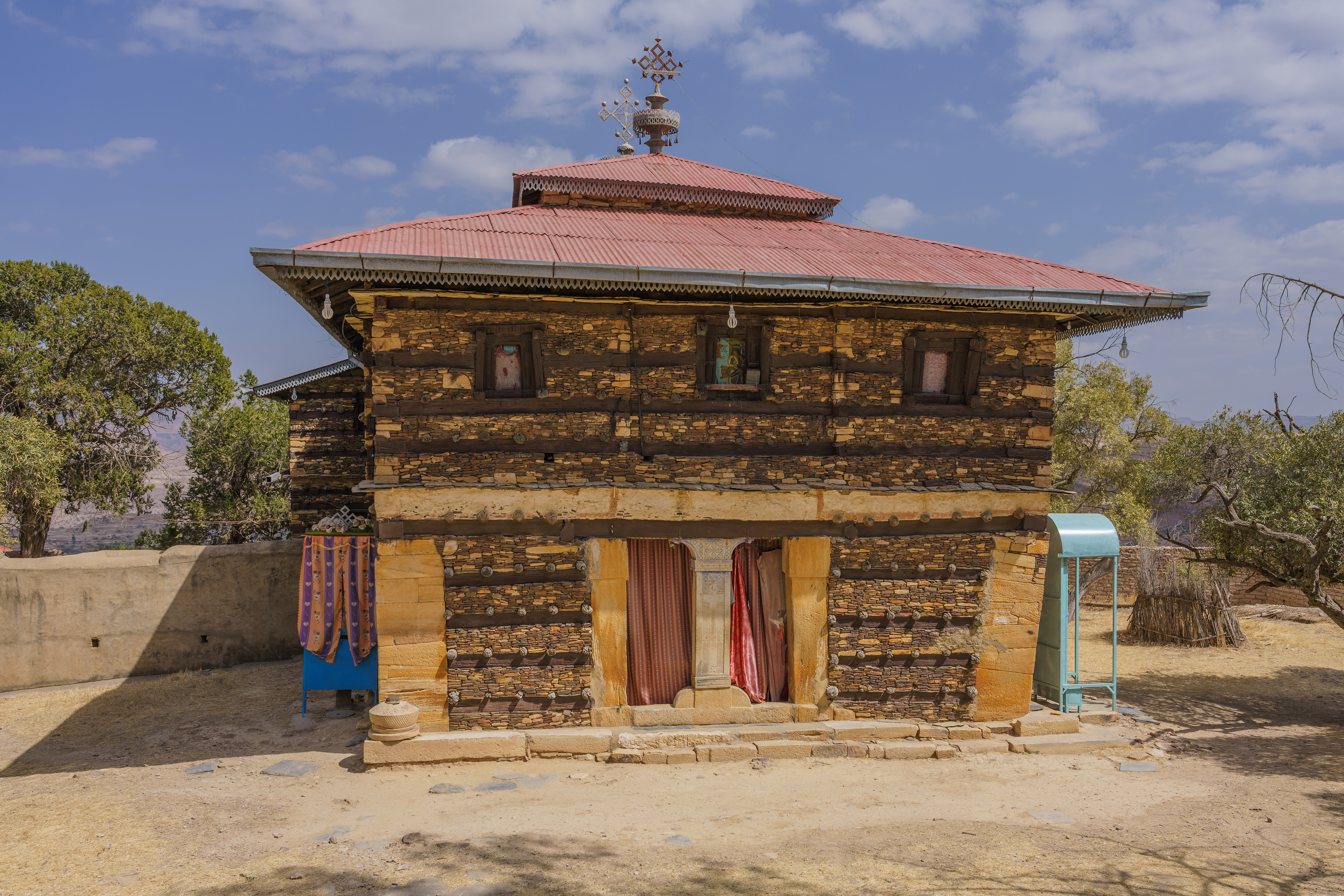
Kloster Debre Damo in Nordäthiopien

Seit 1830 sind evangelische Missionare in Äthiopien unterwegs; von 1855 bis 1868 war die Pilgermission St. Chrischona aus Basel in Zusammenarbeit mit dem anglikanischen Bischof von Jerusalem mit meist deutschen Missionaren in Äthiopien tätig. Auf diese geht unter anderem eine protestantische Bewegung unter den jüdischen Beta Israel (sog. „schwarze Juden“) zurück. Die Hermannsburger Mission bemühte sich 1853–1857 um die Missionierung der Oromo, wurde aber erst im Jahr 1927 wirklich aktiv; eine erste deutsch-schweizerische Mission unter den Oromo gab es schon 1840 (in Shewa), später 1867 (Benishangul/Gubbe) und für längere Zeit mit einem gewissen Erfolg auf der Missionsstation in Balli, südlich Shewa, von 1872 bis 1886, geleitet von deutschen Missionaren der St. Chrischona Pilgermission aus Basel. Weiter gibt es Missionen aus Schweden, Norwegen, den USA und Dänemark. Der Freikirche der Siebenten-Tags-Adventisten gehören etwa 145.000 Personen an.
Zurzeit gibt es folgende protestantische Kirchen in Äthiopien:
- Mekane-Yesus-Kirche
- Kale-Heywat-Kirche
- Meserete-Kristos-Kirche
- Mulu-Wengel-Kirche

Die äthiopisch-katholische Kirche ist eine mit der römisch-katholischen Kirche unierte Ostkirche. Sie wurde 1622 zur Staatskirche erhoben und 1636 wieder verboten, weil der von Rom entsandte Patriarch Alfonso Mendez den einheimischen Ritus durch den lateinischen ersetzte. Seit 1961 existiert wieder eine äthiopisch-katholische Erzeparchie Addis Abeba. Die Messe wird im alexandrinischen Ritus und in amharischer Sprache zelebriert.

#### Islam

Eine Oromo-Handschrift in arabischer Schrift aus Wällo

Der Islam hat in Äthiopien eine mehr als tausend Jahre alte Geschichte. Seine kulturelle und historische Bedeutung ist damit der des Christentums vergleichbar.
Der erste Kontakt des Islam mit Äthiopien fand schon zu Lebzeiten des Propheten Mohammed statt, als eine Gruppe von Muslimen im Jahr 615 nach Äthiopien floh und dort für mehrere Jahre Zuflucht fand. Ungefähr 20 der Muslime starben in Äthiopien. Die freundliche Aufnahme der muslimischen Flüchtlinge durch den äthiopischen Herrscher soll den Propheten dazu veranlasst haben, das Gebot auszusprechen, die christlichen Äthiopier als einzige Nicht-Muslime vom Dschihad zu verschonen. Dieses Ereignis hat bis heute für die muslimischen Äthiopier eine identitätsstiftende Bedeutung. Ab dem 9. Jahrhundert entstanden mehrere islamische Fürstentümer und Staaten, vor allem im Osten und Südosten des Landes. Durch die Eroberungen unter Menelik II. Ende des 19. Jahrhunderts wurden weite Regionen, die vornehmlich islamisch geprägt sind, Teil des modernen äthiopischen Staates.
Eine wichtige Rolle bei der Herausbildung des äthiopischen Islams spielten Sufibruderschaften (Tarīqas), die vor allem in Harar, Wällo und Jimma Zentren islamischer Gelehrsamkeit gründeten. Waren Muslime im modernen Äthiopien unter Haile Selassie lange Zeit unterdrückt, so erlangten sie ab der Derg-Periode die Gleichberechtigung. Seitdem werden beispielsweise die wichtigen islamischen Feste als nationale Feiertage gefeiert.
Heute sind weite Teile des Landes islamisch geprägt, so die Regionen Somali und Afar, Bale, Arsi, Teile der Gurage-Region, das östliche Wollo, die Harar-Region, die Jimma-Region, Ilubabor und Beni Shangul. Mindestens 34 Prozent der Äthiopier sind Muslime, vor allem die Völker der Afar, Gurage und Somali und ein großer Teil der Oromo.

#### Judentum
Eine Sonderrolle spielen die äthiopischen Juden, deren Geschichte älter als der Talmud ist. Die äthiopischen Juden teilen sich in drei Gruppen:
Die Falaschen sind Äthiopier jüdischen Glaubens, die sich als Nachkommen des Stammes Dan betrachten und eine archaische Form des Judentums praktizieren. Sie lebten in den Regionen Begemder und Sämen nördlich und nordöstlich des Tanasees und wurden als Handwerker von den Amhara und Tigray gemieden. In den drei Luftbrücken Operation Moses 1984, Operation Salomon 1991 und Operation Taubenflügel (2011) wurden sie nach Israel evakuiert.
Die Kemant besiedeln das Gebiet nördlich des Tanasees und sind historisch und ethnisch eng mit den Falaschen verwandt. Ihre jüdische Religion haben sie zugunsten des äthiopischen Christentums aufgegeben. Sie sind vom Aussterben bedroht und auf eine Gemeinschaft von weniger als 300 Mitgliedern geschrumpft.
Die Falaschamura gehören nicht zu den eigentlichen Falaschen, werden aber von dem israelischen Oberrabbinat als zwangschristianisierte Äthiopier ursprünglich jüdischen Glaubens betrachtet. Sie sind unterschiedlichen Ursprungs, behaupten aber, letztlich von den Beta Israel abzustammen. Da der israelische Staat nur begrenzt deren Einwanderung erlaubt, gab es 2010 noch 8000 Falaschamura, die in Äthiopien auf die Auswanderung nach Israel warteten.

### Bildung
Mit Hilfe internationaler Geber hat die äthiopische Regierung in den letzten Jahren wichtige Schritte unternommen, um den Bildungsrückstand im Land zu lindern. In Äthiopien stieg die mittlere Schulbesuchsdauer von 1,5 Jahren im Jahr 2000 auf 2,6 Jahre im Jahr 2015 an. 84,1 Prozent der Mädchen und 87,7 Prozent der Jungen besuchen die Grundschule (Regierungszahlen 2013), allerdings beenden diese nur etwa 53 Prozent der Schülerinnen und Schüler. Seit mehreren Jahren bemüht sich die Regierung, die Regionen stärker in das Hochschulwesen einzubinden. Neugründungen von 15 Universitäten (durch GIZ International Services) sind Ausdruck dieser Anstrengungen. Der für die nun gut 30 Universitäten bindende strategische Plan der äthiopischen Regierung sieht ein Verhältnis von 70:30 zwischen Studenten der Naturwissenschaften, Medizin und Maschinenbau und solchen der Wirtschafts- und Geisteswissenschaften vor. Dies bedeutet eine massive Erhöhung der Studentenzahlen, was die Ausbildungsqualität belasten wird, da weder der akademische Lehrkörper noch qualifizierte Studenten (infolge nicht ausreichender Ausbildungsqualität der Schulen) mitwachsen konnten. Der Mangel an Nachwuchsdozenten wird derzeit mit etwa 1200 indischen Professoren überbrückt. Diese Herausforderungen werden Äthiopien auf absehbare Zeit begleiten, denn im neuen Fünfjahresplan ab Juli 2015 ist die Gründung von 11 weiteren Universitäten vorgesehen.
In Äthiopien waren im Erfassungszeitraum 2000 bis 2007 etwa 65 Prozent der Erwachsenen Analphabeten. Bei Frauen war dieser Anteil höher als bei Männern. Die Schulpflicht wird nicht konsequent durchgesetzt. Im Jahr 2016 waren noch 51 Prozent der Äthiopier Analphabeten (59 Prozent der Frauen und 43 Prozent der Männer). Bei Personen zwischen 15 und 24 Jahren lag die Analphabetenquote bei 31 Prozent. Äthiopien konnte im Kampf gegen Analphabetismus in den letzten Jahren Erfolge erzielen.
Im April 2021 wurde angekündigt, 5 Millionen Schüler und Studierende sowie 750.000 Lehrpersonen über das Cardano-Netzwerk mit einer digitalen Identität zu versorgen.

### Gesundheit

Entwicklung der Lebenserwartung

Die Gesundheitsausgaben des Landes betrugen im Jahr 2021 3,2 % des Bruttoinlandsprodukts. Im Jahr 2020 praktizierte in Äthiopien ein Arzt je 10.000 Einwohner. Die Lebenserwartung der Einwohner Äthiopiens ab der Geburt lag 2022 bei 65,6 Jahren (Frauen: 68,9, Männer: 62,6) und war damit eine der höheren in Afrika. Die Säuglingssterblichkeit pro 1000 Geburten lag bei 51 und die Müttersterblichkeit pro 100.000 Geburten bei 353. Nur sechs Prozent der Geburten konnten medizinisch betreut werden. Die Lebenserwartung stieg in den letzten Jahren deutlich an, während Mütter- und Kindersterblichkeit sanken.
Die Infektionsrate von HIV lag 2006 bei circa 6,6 Prozent bei der erwachsenen Bevölkerung. Damit sind in Äthiopien etwa drei Millionen Menschen infiziert. Die Infektionsrate ist in urbanen Gebieten mit 13,7 Prozent deutlich höher als in ländlichen mit 3,7 Prozent. Am stärksten betroffen sind die 15- bis 24-Jährigen. Bis 2006 waren laut UNICEF etwa 800.000 Kinder infolge der Krankheit zu Halb- oder Vollwaisen geworden. Die hohen AIDS-Raten lassen sich unter anderem dadurch erklären, dass Sexualität in Äthiopien noch immer ein Tabu-Thema ist, über das man in der Familie nicht spricht.
Mehr als eine halbe Million Kinder wurden durch AIDS zu Waisen. Nach Angaben von UNICEF leben in Äthiopien mindestens 300.000 Kinder auf den Straßen der Städte. Dort sind vor allem Mädchen von Überfällen und Vergewaltigungen bedroht. Die Gefahr von Drogenmissbrauch und Erkrankungen an AIDS sind hoch.

## Geschichte

### Ausgrabungsstätten

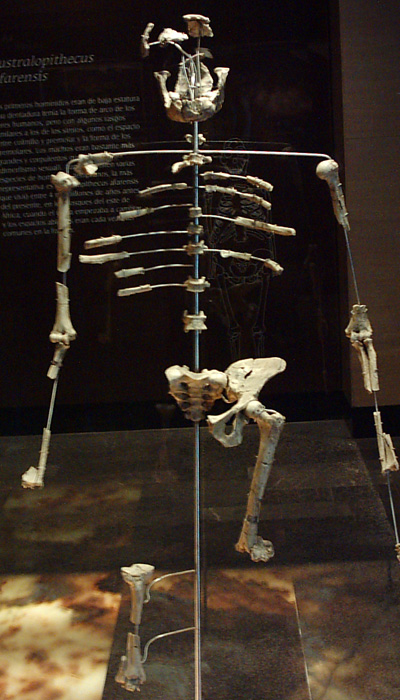
Das Skelett Lucy, ein Australopithecus afarensis

Das östliche Afrika wird von der überwiegenden Mehrheit aller Paläoanthropologen als die Wiege der Menschheit bezeichnet. Lange bevor es Schrift gab oder eine Überlieferung, auf die wir uns heute beziehen können, gab es auf dem Gebiet des heutigen Äthiopiens Vormenschen und frühe Vertreter der Gattung Homo. Zahlreiche Überreste solcher Vormenschen (zum Beispiel Australopithecus afarensis) wurden in Äthiopien gefunden („Lucy“ 1974 in Hadar; DIK 1-1 (genannt „Selam“) 2000 in Dikika).

### Antikes Reich von Aksum
Als eines der bedeutenden „Weltreiche“ (so der Religionsstifter Mani) in der Zeit der Spätantike gilt das nordäthiopische Reich von Aksum (auch Axum), das eines der ersten christlichen Königreiche der Welt war. Es beherrschte (allerdings nur kurzzeitig) auch Teile der südlichen arabischen Halbinsel und des Nordsudans, nicht aber Teile des heutigen Südäthiopien. Wie lange auch Teile des heutigen Sudan südlich von Atbara unter aksumitischer Herrschaft standen, ist umstritten; wahrscheinlich beschränkte sich diese kurzzeitig im 4. Jahrhundert etablierte Herrschaft auf zeitweilige Tributzahlungen. Mit der Ausdehnung des Islam im 7. Jahrhundert (Islamische Expansion) war die äthiopische Christenheit geographisch isoliert.

### Kontakte zum neuzeitlichen Europa

Äthiopien in Äthiopischer Schrift

Seit dem 14. Jahrhundert bemühten sich die äthiopischen Herrscher um Kontakte und Bündnisse mit den christlichen Reichen im spätmittelalterlichen Europa. Europäische Glücksritter gelangten wiederholt an den Hof des Negus, und europäische Kunst war in Äthiopien en vogue.
1493 erreichte dann der Portugiese Pêro da Covilhã den Hof des Negus. Er sollte für ein portugiesisch-äthiopisches Bündnis werben, da Portugal zu dieser Zeit begann, seine Herrschaft im Indischen Ozean aufzubauen. 1543 unterstützten portugiesische Hilfstruppen unter dem Sohn von Vasco da Gama, Cristóvão da Gama, die Äthiopier auf Hilferuf des Negus gegen die Truppen des Ahmed Graññ vom Sultanat Adal, denen sie eine vernichtende Niederlage beibrachten. Ihr Vorhaben, das Land zum Katholizismus zu bekehren, scheiterte jedoch.
Im Zuge des Kolonialismus hatte sich Äthiopien immer wieder der Einflussnahme europäischer Mächte zu erwehren, zunächst unter Kaiser Tewodros der britischen Äthiopienexpedition von 1868, dann am Ende des 19. Jahrhunderts des Einflusses der Italiener und ihrer Kolonie Eritrea. Trotz der modernen Waffen der italienischen Armee schlugen die Äthiopier 1896 unter Kaiser Menelik II. – der beizeiten für eine gleichfalls moderne Bewaffnung mit Gewehren und Artillerie gesorgt hatte – die italienischen Invasoren in der Schlacht von Adua zurück, was Äthiopien zusammen mit Liberia zu den zwei einzigen Ländern machte, die im Wettlauf um Afrika nicht unter Kolonisation gerieten. Dieses Ergebnis gilt bis in die Gegenwart als wichtiger Sieg einer afrikanischen gegen eine europäische Armee und wurde in der Folgezeit fester Bestandteil des äthiopischen Nationalbewusstseins.

### Abessinisches Kaiserreich

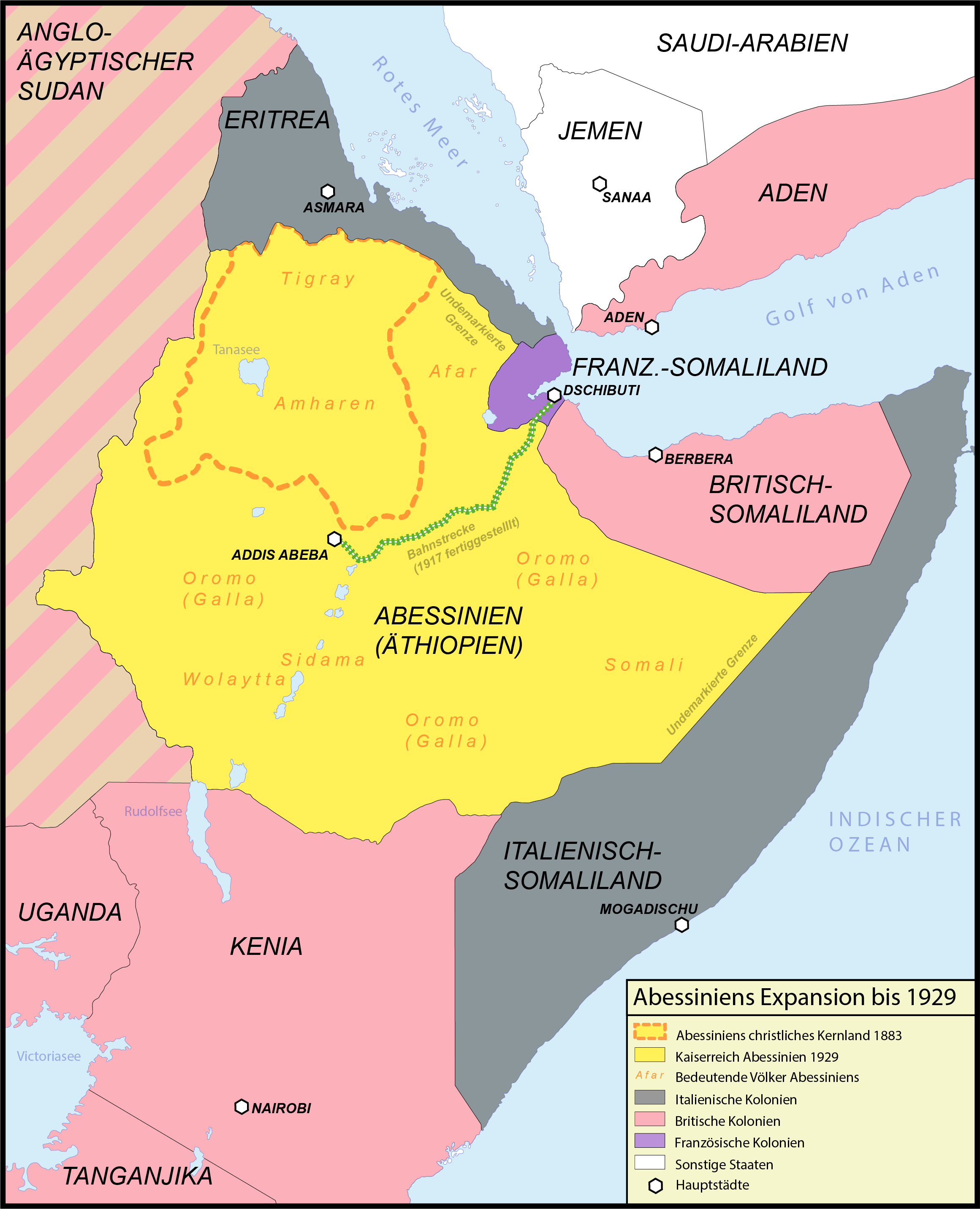
Karte mit Abessiniens nördlichem Kernland (1886) und den Grenzen in Folge der Expansion (bis 1929)

Auf die Sicherung der Unabhängigkeit folgten Eroberungen im Süden, Osten und Westen des heutigen Staatsgebietes. Die neueroberten Gebiete fielen unter ein archaisch-feudales System der Landnahme.
Im Jahr 1931 erließ Kaiser Haile Selassie die erste Verfassung des Landes. In der Zwischenkriegszeit trat Äthiopien dem Völkerbund bei. Am 2. Oktober 1935 erklärte Mussolini, der Duce des faschistischen Königreichs Italien, Äthiopien den Krieg und begann den Abessinienkrieg. Dabei kam es von Seiten Italiens zu einem massiven und systematischen Einsatz von Giftgas. Obwohl die italienische Armee die Oberschicht des Landes mit Massenerschießungen zu vernichten versuchte, gelang es ihr zu keinem Zeitpunkt, das ganze Land zu kontrollieren. Kaiser Haile Selassie wurde vorübergehend vertrieben. Von 1935 bis 1941 fielen zwischen 330.000 und 760.000 Äthiopier dem italienischen Expansionsdrang zum Opfer, das waren zwischen fünf und zehn Prozent der Gesamtbevölkerung. Während ihrer kurzen Herrschaft in Äthiopien führten die Italiener ein System der Rassentrennung ein, das gewisse Ähnlichkeiten mit der Apartheid in Südafrika aufwies. Die italienische Herrschaft über die Kolonie Italienisch-Ostafrika, welche aus dem besetzten Äthiopien, Italienisch-Eritrea, Italienisch-Somaliland und Oltre Giuba bestand, endete im Zweiten Weltkrieg. Äthiopien wurde von britischen und einheimischen Truppen befreit, und der äthiopische Kaiser Haile Selassie zog im Mai 1941 wieder in Addis Abeba ein. Das Frauenwahlrecht wurde 1955 eingeführt: Die Verfassung vom 4. November 1955 garantierte das allgemeine aktive und passive Wahlrecht für Männer und Frauen.
Anfang der 1970er Jahre geriet das Kaiserreich in eine schwere Krise. Die verarmten Bauern litten unter den Abgaben an die Großgrundbesitzer, das aufstrebende Bürgertum Addis Abebas sah sich in seinen politischen Entfaltungsmöglichkeiten eingeengt. Die Inflation infolge der Dürrekatastrophe von 1973 und der Ölpreiskrise löste Massendemonstrationen von Studenten und Streikwellen aus. Schließlich revoltierten zu Beginn des Jahres 1974 auch Teile der äthiopischen Armee. Haile Selassie wurde am 12. September 1974 gestürzt.

### Sozialistische Militärdiktatur 1974–1991
Das Militär bemächtigte sich schnell der Revolution, ein Militärverwaltungsrat übernahm unter Führung von Major Mengistu Haile Mariam die Macht. Am 21. März 1975 wurde die Monarchie abgeschafft, womit das gemäß der Überlieferung im Nationalepos Kebra Negest auf die Gründung durch Menelik I. im 10. Jahrhundert v. Chr. zurückgehende Kaiserreich endete, und das Land zu einer sozialistischen Volksrepublik wurde.
Es folgten bald militärische Auseinandersetzungen mit den Nachbarstaaten. So wurde 1977/1978 im Ogadenkrieg mit Unterstützung der Sowjetunion und Kubas eine Invasion Somalias abgewehrt. Aufgrund der übermäßigen Repression gegen die Zivilbevölkerung erhielten Separatisten in Eritrea immer mehr Zuspruch. In Tigray war die Volksbefreiungsfront von Tigray (TPLF) aktiv, und auch im Süden und Osten des Landes gab es bewaffnete Widerstände gegen die Regierung.
1984 gelangte Äthiopien unter der Äthiopischen Arbeiterpartei durch eine Reportage des BBC-Fernsehens in den Blickpunkt der Weltöffentlichkeit. Über Jahre ausbleibende Niederschläge in der Sahelzone führten in zwanzig afrikanischen Ländern zu Missernten und Hungersnöten. Auch wegen des anhaltenden Bürgerkrieges war Äthiopien am schlimmsten von dieser Katastrophe betroffen. Die Hungersnot in Äthiopien 1984–1985 forderte eine halbe bis eine Million Opfer.

### Reorganisation Äthiopiens als „ethnische Föderation“

Administrative Gliederung Äthiopiens bis 1995

Bundesstaaten Äthiopiens seit 1995

1991 kollabierte das Regime schließlich. Eine politische Koalition aus verschiedenen Befreiungsbewegungen, die Revolutionäre Demokratische Front der Äthiopischen Völker (EPRDF), übernahm die Macht und führte ein föderatives System mit neun autonomen Regionen für die größten Völker und zwei Stadtstaaten (Addis Abeba und Dire Dawa) ein. Diese Koalition unter Führung der Volksbefreiungsfront von Tigray demokratisierte das Land zum Teil und blieb bis zum Jahr 2019 an der Macht. In Artikel 48 der 1995 in Kraft getretenen neuen Verfassung wurde Äthiopien als föderative Republik aus Bundesstaaten, die „durch Siedlungsmuster, Sprache, Identität und Zusammengehörigkeitsgefühl abgegrenzt“ sein sollten, definiert. In der Forschung wird diese Staatsform als „ethnischer Föderalismus“ bezeichnet. Obwohl den größten Ethnien (Oromo, Amharen, Somalier, Tigrinya u. a.) eine territoriale Selbstbestimmung eingeräumt wurde, kamen andere kleinere der über 80 ethnischen Gruppen nicht zum Zug und ihre Autonomiebestrebungen wurden durch die Regierung unterdrückt. Auch waren die Beziehungen zwischen den einzelnen Regionen aufgrund von Gebietsansprüchen und ethnischen Rivalitäten nicht spannungsfrei. Die Ausbalancierung der ethnischen Interessen und Rivalitäten blieb seitdem eine Grundkonstante der äthiopischen Politik.

### Spannungen mit Eritrea 1998–2018 und innere Konflikte
Unter der neuen Interimsregierung Meles Zenawis erlangte Eritrea im Mai 1993 nach fast 30 Jahren Krieg die Unabhängigkeit von Äthiopien. Grenzstreitigkeiten und vermutlich auch ökonomische Zwiste führten 1998 jedoch erneut zum Krieg der beiden Länder. Nach Bombardements der äthiopischen Luftwaffe auf die eritreische Hauptstadt Asmara und einer Invasion äthiopischer Bodentruppen zogen sich die äthiopischen Bodentruppen, kurz vor Asmara stehend, zurück. Somit ging aus dem Krieg keine Konfliktpartei siegreich hervor. Der Konflikt wurde durch das Abkommen von Algier im Dezember 2000 beendet, dem zufolge die Blauhelm-Soldaten der Mission der Vereinten Nationen in Äthiopien und Eritrea (UNMEE) den fragilen Frieden überwachen. Am 13. April 2002 gab die unabhängige Grenzkommission eine endgültige Empfehlung zur Beilegung der Streitigkeiten ab (Eritrea Ethiopia Boundary Commission, EEBC). Ein Jahr nach der Bekanntmachung lehnte Äthiopien diese jedoch mit der Begründung ab, die Stadt Badme, die auslösender Streitpunkt des Krieges gewesen war, solle, anders als von der Kommission vorgeschlagen, auch weiterhin zu Äthiopien gehören. Seitdem herrschte zwischen beiden Kriegsparteien ein unruhiger Frieden.
Im Jahr 2015 entwickelten sich infolge einer extremen Dürre, auf die massive Überschwemmungen folgten und aufgrund der gleichzeitigen sozialen Ungleichheit Proteste. Diese wurden teilweise durch Polizeikräfte der Regierung von Hailemariam Desalegn niedergeschlagen, wobei bis Oktober 2016 mehrere hundert Menschen starben.
Am 5. Juni 2018 erklärte die äthiopische Regierung ihre Bereitschaft, die Regelungen des Grenzabkommens von 2002 zu akzeptieren. Dazu gehöre auch die Übergabe Badmes an Eritrea. Am 8. Juli 2018 erklärte Äthiopiens Regierungschef Abiy Ahmed, dass Äthiopien und Eritrea wieder diplomatische Beziehungen aufnehmen. Zugleich wurde ein Friedensvertrag zwischen den beiden Ländern geschlossen. Insbesondere für diese Aussöhnungspolitik wurde Abiy 2019 mit dem Friedensnobelpreis geehrt.
In dieser Zeit erlebte Äthiopien zudem ein rasantes Wirtschaftswachstum, das vermutlich auf massive Investitionen in Infrastruktur und Produktion zurückzuführen ist. Obwohl das Bruttoinlandsprodukt pro Kopf immer noch sehr niedrig ist und Armut außerhalb der großen Städte weit verbreitet ist, hat Äthiopien in Bildung und Infrastruktur investiert. Äthiopien ahmte in dieser Zeit vor allem das chinesische Entwicklungsmodell nach, d. h. schnelle Modernisierung und Investitionen in Infrastruktur und Bildung. Trotz Verbesserungen ist der Lebensstandard nach wie vor prekär. Laut dem UNDP leben immer noch 68,7 % der Äthiopier in mehrdimensionaler Armut. Auch die Menschenrechtslage ist prekär: Die äthiopische Regierung macht sich seit Jahrzehnten massiver Menschenrechtsverletzungen schuldig, insbesondere im Bereich der Meinungs- und Pressefreiheit.

### Bürgerkrieg ab 2020
Im Oktober 2019 entwickelten sich Proteste, bei denen mindestens 67 Personen starben, nachdem Jawar Mohammed, ein Medieneigentümer, politischer Aktivist und Anführer der Protestbewegung aus dem Jahr 2016, eine bevorstehende Tötung seiner Person vermutet und dies verkündet hatte.
Nach dem Mord an dem äthiopischen Oromo-Musiker Hachalu Hundessa und einer durch die Polizei per Tränengas aufgelösten Trauerversammlung brachen Ende Juni 2020 landesweit Proteste aus, bei denen innerhalb weniger Tage über 160 Menschen starben.
Im August 2020 wurde die eigentlich turnusmäßig anstehende Parlamentswahl durch die äthiopische Regierung und die äthiopische Wahlkommission um ein Jahr verschoben, mit der offiziellen Begründung, dass eine reguläre Wahl unter der grassierenden COVID-19-Pandemie nicht möglich sei. Damit zeigte sich die in der Region Tigray regierende Volksbefreiungsfront von Tigray (TPLF) nicht einverstanden. Die TPLF kündigte an, dass die Wahlen zum Regionalparlament von Tigray abgehalten würden, und warf Premierminister Abiy Ahmed vor, die Amtsgeschäfte „illegitim“ zu führen. Danach verschärften die Spannungen zwischen Regional- und Zentralregierung. Die Regierung von Tigray betonte das Recht Tigrays zur „Selbstbestimmung und Selbstregierung“ und ließ Aufmärsche der gut und auch mit schweren Waffen bewaffneten Polizeikräfte Tigrays in den Orten der Region abhalten. Nachdem eine regionale Armeebasis in Tigray durch Sicherheitskräfte der Regionalregierung übernommen worden war, ordnete Premierminister Ahmed am 5. November 2020 eine Militäroffensive gegen Tigray an. Über Tigray wurde ein sechsmonatiger Ausnahmezustand verhängt, und die Telefon, Strom- und Internetverbindungen nach Tigray wurden unterbrochen. Am 2. November 2021 wurde infolge der Verschärfung des Bürgerkriegs der landesweite Ausnahmezustand ausgerufen. Im November 2022 wurde ein Friedensabkommen zwischen der Regierung und den Rebellen geschlossen. Bis dahin hatte der Konflikt knapp einer halben Million Menschen das Leben gekostet und die Region Tigray verwüstet.
Die äthiopische Regierung rief am 4. August 2023 einen sechsmonatigen Ausnahmezustand aus, nachdem es in der Region Amhara zu schweren Konflikten und Instabilität gekommen war. Dies geschah nach Zusammenstößen zwischen der Amhara Fano Miliz und den äthiopischen Nationalen Verteidigungskräften (ENDF) am 1. August. Premierminister Abiy Ahmed begründete die Verhängung des Ausnahmezustands mit der Schwierigkeit, die Situation mit regulären Mitteln zu kontrollieren. Zu den Einschränkungen gehören Versammlungsverbote, willkürliche Verhaftungen und Ausgangssperren. Der Internetzugang wurde gesperrt und Flüge nach Gondar und Lalibela gestrichen. Nach der militärischen Rückeroberung der Städte kam es zu willkürlichen Verhaftungen, vor allem in Amhara.

## Politik

### Politisches System
Äthiopien ist seit 1991 eine föderale parlamentarische Republik (1995 durch die Verfassung bestätigt). Der äthiopische Föderalismus ist ethnisch geprägt, mit starken, auf die einzelnen Volksgruppen bezogenen Proporzelementen in den staatlichen Organen und dem in der Verfassung verankerten Recht der einzelnen Ethnien, autonome Gebiete zu gründen und das Staatsgefüge ganz zu verlassen.
Staatsoberhaupt ist der Staatspräsident, der vom Parlament (Shengo) gewählt wird und vorwiegend repräsentative Aufgaben hat. Der Regierungschef ist der Ministerpräsident, der die Mitglieder des Ministerrats ernennt. Das Parlament besteht aus zwei Kammern: dem Bundeshaus (Yefedereshn Mekir Bet) und dem Volksrepräsentantenhaus (kurz genannt Parlama). Die Mitglieder werden direkt vom Volk für eine Amtszeit von fünf Jahren gewählt.
Das politische System wurde von der Revolutionären Demokratischen Front der Äthiopischen Völker (EPRDF) und den mit ihr verbündeten Parteien dominiert. Dazu gehörten die National-Demokratische Bewegung der Amhara, die Demokratische Organisation des Oromovolkes und die Demokratische Front der Südäthiopischen Völker sowie die Volksbefreiungsfront von Tigray. 2019 wurde EPRDF unter dem Namen Wohlstandspartei (Prosperity Party) neugegründet, nachdem Ahmed die Zusammenarbeit mit der Volksbefreiungsfront von Tigray beendete, und übernahm erneut die Führungsrolle.
Die Wahlen am 21. Juni 2021 standen unter dem Eindruck des Zweiten Äthiopischen Bürgerkriegs in der Region Tigray, weshalb dort auch nicht gewählt wurde. Insgesamt wurde in 102 von 547 Wahlkreisen die Wahl wegen der kritischen Sicherheitslage abgesagt. Die Opposition hat die Wahlen teilweise boykottiert. Dementsprechend gewann die Wohlstandspartei von Premier Ahmed 410 von 436 Sitzen.
Die höchste juristische Instanz ist das Oberste Bundesgericht in der Hauptstadt Addis Abeba, daneben wacht der Verfassungsrat über die Einhaltung der Bundesverfassung.

### Politische Indizes
| Name des Index                     | Indexwert     | Weltweiter Rang | Interpretationshilfe | Jahr |
| ---------------------------------- | ------------- | --------------- | --- | ---- |
| Fragile States Index               | 100,4 von 120 | 11 von 179      | Stabilität des Landes: großer Alarm 0 = sehr nachhaltig / 120 = sehr alarmierend Rang: 1 = fragilstes Land / 179 = stabilstes Land | 2023 |
| Demokratieindex                    | 3,37 von 10   | 116 von 167     | Autoritäres Regime 0 = autoritäres Regime / 10 = vollständige Demokratie                                                           | 2023 |
| Freedom in the World Index         | 20 von 100    | —               | Freiheitsstatus: unfrei 0 = unfrei / 100 = frei                                                                                    | 2024 |
| Rangliste der Pressefreiheit       | 41,4 von 100  | 141 von 180     | Schwierige Lage für die Pressefreiheit 100 = gute Lage / 0 = sehr ernste Lage                                                      | 2024 |
| Korruptionswahrnehmungsindex (CPI) | 37 von 100    | 98 von 180      | 0 = sehr korrupt / 100 = sehr sauber                                                                                               | 2023 |

### Innenpolitische Konflikte
Zwischen den zahlreichen ethnischen Gruppen Äthiopiens kommt es immer wieder zu bewaffneten Konflikten um Landnutzungsrechte und Rechtsstreitigkeiten. Begünstigt wird die gewaltsame Austragung von Konflikten durch die weite Verbreitung von Schusswaffen im ganzen Land, die ihren Ursprung im Bürgerkrieg hat. Hervorzuheben sind hier die Konflikte der Afar mit den Somali, namentlich den Issa, die maßgeblich zur Herabsetzung der Widerstandsfähigkeit der Afar gegen Dürrekatastrophen beigetragen haben. Im Westen des Landes bestehen in den Regionen Gambela und Benishangul-Gumuz Konflikte zwischen verschiedenen einheimischen Volksgruppen sowie Hochland-Äthiopiern, die vor allem in den 1980er Jahren dort angesiedelt wurden.
2007 intensivierten sich bei einem Aufstand im Ogaden in der Somali-Region die Konflikte zwischen der separatistischen Ogaden National Liberation Front (ONLF) und der äthiopischen Armee. Der äthiopischen Regierung wurde vorgeworfen, zeitweise Handel und humanitäre Hilfe für die Region „blockiert“ zu haben. Laut einem Bericht von Human Rights Watch habe die äthiopische Armee Zivilisten getötet, misshandelt und vergewaltigt, Dörfer zerstört und die gesamte Bevölkerung in den Rebellengebieten einer Kollektivbestrafung unterzogen. Die äthiopische Regierung wies diese Vorwürfe als Propaganda der ONLF zurück.

### Territoriale Gliederung
1991 wurden die historischen Provinzen aufgelöst, und Äthiopien wurde neu nach ethnischen Kriterien in Regionen oder Bundesstaaten eingeteilt (ethnischer Föderalismus). Die Provinz Eritrea trat nach einem Unabhängigkeitskrieg bis 1991 friedlich im Jahr 1993 aus dem Staatenbund aus. Seit 1998 gab es neun eigenständige Regionen sowie zwei unabhängige Städte (Addis Abeba und Dire Dawa), 2020 kam eine zehnte Region hinzu, 2021 eine elfte und 2023 ein zwölfte. Sechs der Regionen haben jeweils eine einzelne Volksgruppe als Titularnation (Tigray, Amhara, Oromia, Sidama, Somali, Afar und Harar), die übrigen sind ethnisch gemischt und daher mehreren einheimischen Volksgruppen zugeordnet (Benishangul-Gumuz, Gambela, Region der südwestäthiopischen Völker, Zentraläthiopien und Südäthiopien).

### Militär
Die Kaiserliche Armee Abessiniens hatte eine lange Geschichte, die bis in die legendäre Gründung des Staates 980 vor Christus zurückreichte. Das neue kommunistische Regime (Derg) beseitigte nach der Revolution 1974/1975 die alten Streitkräfte und gründete mit finanzieller und militärischer Hilfe der Sowjetunion eine komplett neue Armee. Diese Streitkräfte der Demokratischen Volksrepublik Äthiopien wurden nach dem Sieg der Revolutionären Demokratischen Front der Äthiopischen Völker 1991 von den Ethiopian National Defense Forces abgelöst. Im Jahr 2005 waren sie 162.500 Mann stark, was sie zu einer der größten Armeen Afrikas machte. Nach US-Angaben sollen es im Jahr 2012 rund 180.000 Soldaten gewesen sein.
2018 umfasste das Heer 135.000 aktive Soldaten und mehr als 461 Kampfpanzer. Die Luftwaffe verfügt über eine weitestgehend intakte und relativ neue Ausstattung aus ukrainischer und russischer Produktion, so zum Beispiel Jagdbomber des Typs Suchoi Su-27. Seit der Unabhängigkeit Eritreas (1993) verfügt das Land über keine Marine mehr.

### Außenpolitik

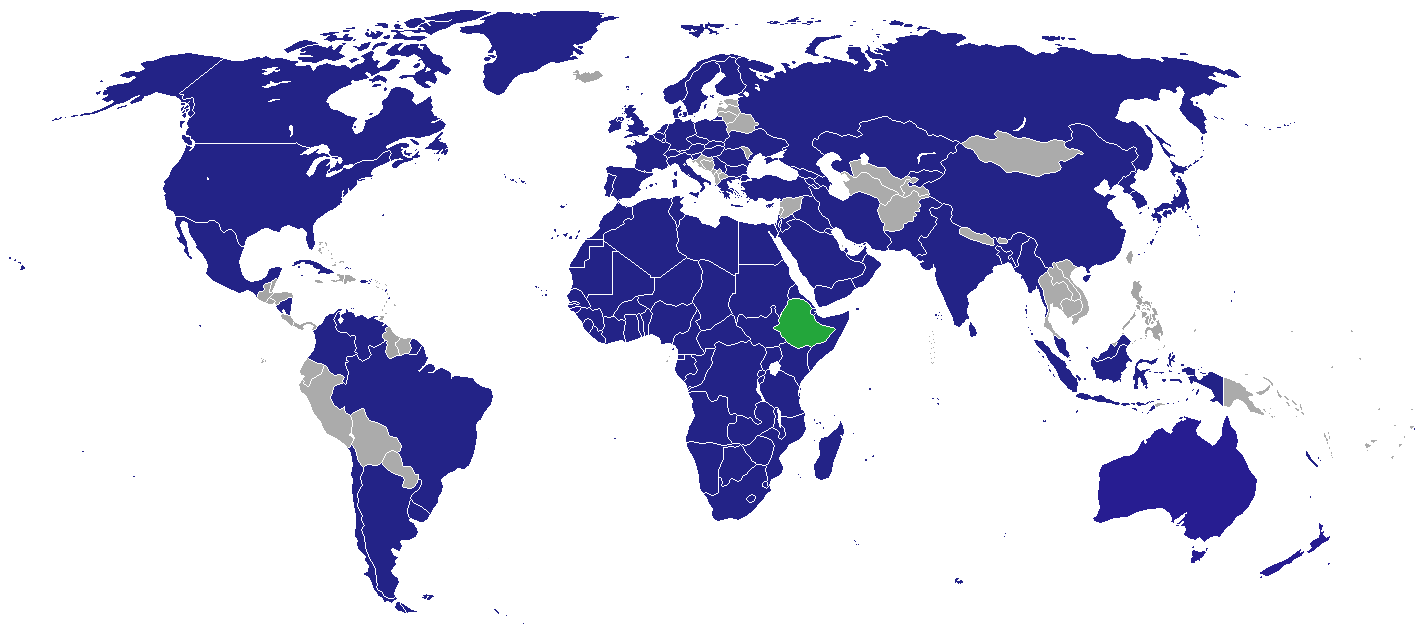
Staaten mit diplomatischen Missionen in Äthiopien (blau)

Die Beziehungen zu den Nachbarländern am Horn von Afrika und zu den internationalen Geberländern, vor allem den USA und den EU-Mitgliedstaaten, haben Vorrang in der äthiopischen Außenpolitik. China und Indien nehmen eine immer wichtigere Rolle ein. Zudem sucht das Land gute Beziehungen zu den arabischen Staaten sowie der Türkei, Russland und Japan.
Äthiopien hat insgesamt circa 7600 Soldaten zu den UN-Missionen UNAMID (United Nations Assistance Mission in Darfur), UNISFA (United Nations Interim Security Force for Abyei) sowie UNMISS (United Nations Mission in Southsudan) abgestellt und ist damit viertgrößter UN-Truppensteller sowie größter UN-Truppensteller Afrikas. Nimmt man die 4400 bei AMISOM (African Union Mission in Somalia) im Einsatz befindlichen Soldaten noch hinzu, so ist Äthiopien weltweit der bei Weitem größte Truppensteller für friedenserhaltende Maßnahmen.

#### Mitgliedschaft in Organisationen
Äthiopien ist in verschiedenen internationalen Organisationen und Gruppierungen Mitglied. Zu den wichtigsten zählen die Mitgliedschaften in den Vereinten Nationen (Gründungsmitglied 1945) und seinen Unter- und Sonderorganisationen, wobei die ECA (VN-Wirtschaftskommission für Afrika) ihren Sitz in Addis Abeba hat, der Afrikanischen Union (bis 2002 Organisation der Afrikanischen Einheit, deren Gründungsmitglied das Land 1963 war; Sitz Addis Abeba) und in der Weltbankgruppe und dem IWF. Weiterhin in Regionalorganisationen wie der IGAD (Intergovernmental Authority on Development), der COMESA (Gemeinsamer Markt süd- und ostafrikanischer Staaten) und beim Cotonou-Abkommen (Partnerschaftsabkommen der Europäischen Union mit den afrikanischen, karibischen und pazifischen Ländern). Das Land hat Beobachterstatus in der WTO.

#### Grenzkonflikte
Äthiopien ist in zwei bilaterale Konflikte mit Nachbarstaaten verwickelt. Zum einen gibt es mit Eritrea Uneinigkeiten über den Grenzverlauf im Nordwesten der Provinz Tigray, die 1998 zum Eritrea-Äthiopien-Krieg geführt haben. Zum anderen kam es immer wieder zu Konflikten mit Somalia, da somalische Nationalisten die Somali-Region (Ogaden) im Osten Äthiopiens an ein Groß-Somalia angliedern möchten. Auch die Union islamischer Gerichte, die Mitte 2006 die Kontrolle über große Teile Somalias errang, verfolgte dieses Ziel. Mit der Begründung, dass Äthiopien die Einnahme seines Ostens und die islamistische Vereinnahmung seiner eigenen muslimischen Bevölkerung fürchtete, erklärte es der Union am 24. Dezember 2006 offiziell den Krieg. Seither sind äthiopische Truppen in Somalia stationiert und haben gemeinsam mit der Übergangsregierung Somalias die Union islamischer Gerichte zurückgedrängt. Hinweise, wonach Eritrea Waffen an Gegner der somalischen Übergangsregierung liefere und damit in Somalia ein eritreisch-äthiopischer „Stellvertreterkrieg“ ausgetragen würde, wurden von eritreischer Seite dementiert.
Anfang Juli 2018 teilte Äthiopiens Regierungschef Abiy Ahmed nach einem Treffen mit dem eritreischen Präsidenten Isayas Afewerki in Asmara mit, dass nach jahrzehntelanger Feindseligkeit die Wiederaufnahme der diplomatischen Beziehungen vereinbart wurden. So ist geplant, Botschaften und Grenzen wieder zu öffnen sowie Flugverbindungen wiedereinzurichten und Häfen zugänglich zu machen. Der Anfang April 2018 neu gewählte Ministerpräsident Abiy Ahmed, der sowohl der EPRDF als auch der OPDO angehört, hatte bereits zu Beginn seiner Amtszeit eine Friedenslösung mit dem Nachbarland angestrebt. Anfang Juni 2018 hatte er angekündigt, den Beschluss einer von den Vereinten Nationen unterstützten internationalen Schiedskommission über den Grenzverlauf beider Länder aus dem Jahr 2002 „vollständig“ umzusetzen und sich aus den umstrittenen Gebieten zurückzuziehen.

### Menschenrechte
Die traditionelle Verheiratung minderjähriger Mädchen und die Verstümmelung der weiblichen Genitalien sind zwar offiziell verboten, werden aber, besonders außerhalb größerer Städte, weiterhin praktiziert. Homosexualität ist illegal. Das Strafmaß liegt zwischen einem und zehn Jahren. Stigmatisierungen, Tabuisierung, Marginalisierung und Diskriminierung sexueller Minderheiten sind weit verbreitet. Menschen, die ihre Homosexualität offen zeigen, werden inhaftiert und sind in der Haft schweren körperlichen Strafen und Folter ausgesetzt. Im Dezember 2008 forderten mehrere Kirchenführer, das Verbot von Homosexualität in die Verfassung aufzunehmen. Kirchenführer der römisch-katholischen, äthiopisch-orthodoxen und protestantischen Kirche erließen in Addis Abeba eine Resolution, um Homosexualität, die als „höchste Form der Unmoral“ bezeichnet wurde, zu ächten. Gewalt und Übergriffe gegen Homosexuelle werden nicht geahndet; die Gewalt geht häufig von staatlicher Seite aus. Menschenrechtsaktivisten erhalten anonyme Drohungen und werden von der Polizei bedroht, wenn sie versuchen, Anzeige zu erstatten.

## Wirtschaft

### Übersicht

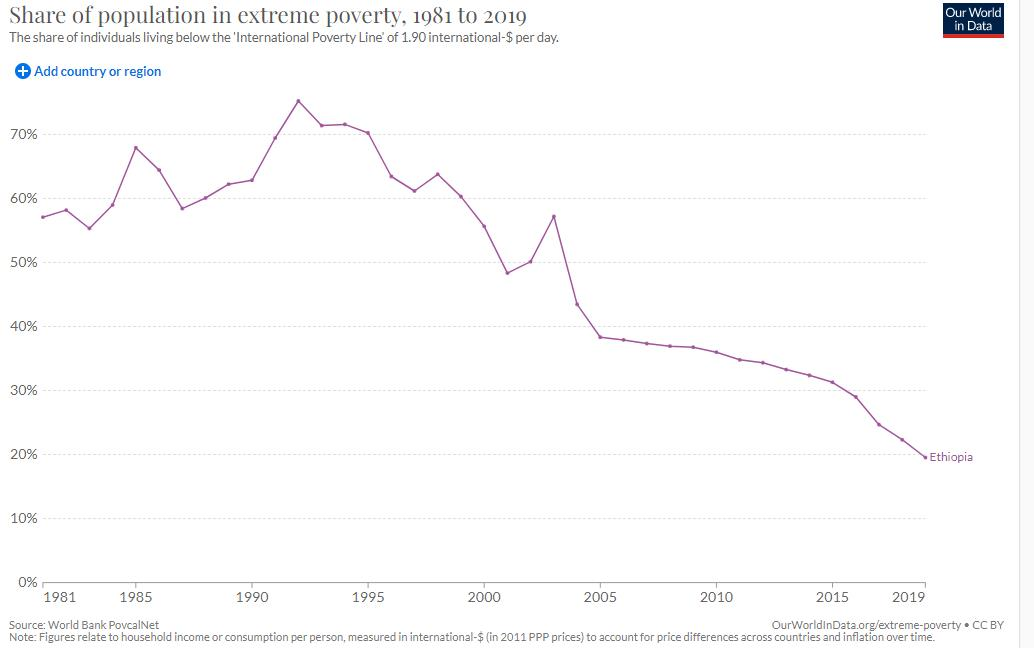
Anteil der Bevölkerung in extremer Armut (1981 bis 2019)

Entwicklung des realen Bruttoinlandsprodukts pro Kopf (1950 bis 2018)

Ein signifikanter Teil der Bevölkerung lebt unter der absoluten Armutsgrenze (gemäß aktueller Weltbank-Daten vom Januar 2015 lebten im Jahr 2011 30,7 Prozent von weniger als 1,25 USD pro Tag, 2005 waren es noch 39,0 Prozent).
Der Außenhandel Äthiopiens besteht im Wesentlichen aus dem Export von Kaffee. Deutschland ist der größte Importeur von äthiopischem Kaffee. Äthiopien wurde als einem der afrikanischen Länder von dem Gruppe-der-Acht-Treffen im Jahr 2005 ein Großteil seiner Schulden erlassen. Außenwirtschaftlich bleibt das Land in Folge hoher Leistungs- und Handelsbilanzdefizite, einer starken Abhängigkeit von Nahrungsmittelimporten und niedriger Devisenreserven anfällig. Die äthiopischen Importe beliefen sich im Jahr 2016 auf 14,7 Milliarden US-Dollar; die Exporte erreichten einen Umfang von nur 2,4 Milliarden US-Dollar. Äthiopien leidet somit unter einem strukturellen Handelsbilanzdefizit, das sich im Jahr 2016 auf 12,3 Milliarden US-Dollar belief. China ist Äthiopiens wichtigster Handels- und Wirtschaftspartner und finanziert eine Reihe von Infrastrukturprojekten in dem Land.
Das Bruttoinlandsprodukt pro Kopf lag im Jahr 2016 bei 795 US-Dollar, kaufkraftbereinigt bei 1.946 PPP-$. Äthiopien konnte im Zeitraum 2004 bis 2015 sehr hohe jährliche Wachstumsraten zwischen acht und zwölf Prozent des Bruttoinlandsproduktes erzielen. Dadurch konnten Fortschritte in der Armutsbekämpfung und beim Infrastruktur-Ausbau erreicht werden. Laut Weltbank lebten im Jahr 2000 noch 56 Prozent der Bevölkerung von weniger als $1,25, wohingegen im Jahr 2011 nur noch 31 Prozent ein Einkommen unterhalb dieser Schwelle erzielten.
Äthiopien wies im Jahr 2015 mit 10,2 Prozent das höchste Wirtschaftswachstum der Welt auf. 2019 lag das Wirtschaftswachstum bei 8,97 Prozent.
Die Arbeitslosenquote wird 2012 mit 17,5 % angegeben. Die meisten Beschäftigungsverhältnisse sind informeller Natur und Unterbeschäftigung ist weit verbreitet. 2013 arbeiteten 72,7 % aller Arbeitskräfte in der Landwirtschaft, 19,9 % im Dienstleistungssektor und 7,4 % in der Industrie. Die Gesamtzahl der Beschäftigten wird für 2017 auf 52,8 Millionen geschätzt, davon 47,3 % Frauen. Gewerkschaften sind erlaubt, allerdings dominiert die staatliche Einheitsgewerkschaft Konföderation Äthiopischer Gewerkschaften das Arbeitsleben des Landes.

### Landwirtschaft
Der Anteil der Landwirtschaft am Bruttoinlandsprodukt sank von 52 Prozent (Stand: 2001) auf 38 Prozent im Jahr 2016 zugunsten eines stark wachsenden Dienstleistungssektors. Durch die ökologische Verschiedenartigkeit gibt es in Äthiopien unterschiedliche landwirtschaftliche Nutzungssysteme.
- Nomadismus: Er existiert in allen Wüsten und Halbwüsten in den tieferen Lagen. Meistens treiben die Familien saisonal bedingt ihre Viehherden zwischen verschiedenen Weidegebieten hin und her. Ein Nomadismus, bei dem über Jahre weite Strecken zurückgelegt werden, ist selten. Inzwischen werden die Weideflächen knapper. Das liegt einmal an der zunehmenden Bevölkerung, aber auch an der Ausbreitung von kommerziellen Farmen wie beispielsweise in der Danakilebene. Dort verloren die Afar in den 1950er und 1960er Jahren ihre besten Weidegebiete entlang des Awash. Diese Farmen wurden 1975 verstaatlicht und teilweise vergrößert. Viele Afar arbeiten heute auf diesen Farmen oder betreiben selber Ackerbau.
- Semi-Nomadismus oder Transhumanz: Diese Landnutzung war früher bei vielen Oromovölkern weit verbreitet. Dabei werden mit einer Handhacke Felder bearbeitet, um Getreide anzubauen. Heute kommt diese Form der Landnutzung noch in einigen Teilen von Bale vor. In den letzten 100 Jahren wanderten vermehrt Menschen aus dem Norden in den Süden, nachdem Menelik II. den Süden erobert hatte. Der Pflug setzte sich immer mehr durch, da er eine intensivere Landnutzung möglich machte.
- Brandrodung: Diese Art der Landnutzung kommt in den Grenzgebieten zum Sudan vor. Der Busch wird gerodet und/oder abgebrannt. Große Bäume bleiben meist stehen. Der Boden wird dann gepflügt oder mit einer Hacke bearbeitet. Das Land wird so für drei bis fünf Jahre genutzt. Ist die natürliche Bodenfruchtbarkeit erschöpft, folgt eine Ruhezeit von 15 bis 25 Jahren, in der der Boden wieder von natürlicher Vegetation überwachsen wird. Die zunehmende Landknappheit zwingt die Bevölkerung ihre Felder in immer kürzeren Intervallen zu bestellen. Ohne die notwendigen Maßnahmen zum Ressourcenschutz ist eine langfristige Nutzung nicht mehr gewährleistet. In vielen Gebieten findet heute ein ähnlicher Prozess wie vor Jahrzehnten und Jahrhunderten im Norden Äthiopiens statt, der zu einer gewaltigen Zerstörung der Ökologie führte.
- Ackerbau: Im nördlichen Hochland begann der Mensch vor 7000 bis 8000 Jahren mit sesshaftem Ackerbau. Der Boden wird mit dem meist von Ochsen gezogenen Pflug bearbeitet. Die Saat wird breit ausgesät und mit dem Pflug eingearbeitet. Typisch sind Pflanzen, die sich generativ vermehren. Dazu gehören Getreide, Hülsenfrüchte und Ölsaaten. Die wichtigsten Anbaufrüchte sind Teff (dient hauptsächlich in Äthiopien, Eritrea und Dschibuti der menschlichen Ernährung), Sorghum, Mais, Weizen, Gerste, Fingerhirse, Raps, Sesam. Die Bodenfruchtbarkeit wird durch Fruchtwechsel mit Leguminosen und einer mehrjährigen Brache erhalten. Auf hofnahen Feldern wird mit Tierdung gedüngt.

### Soziale Lage

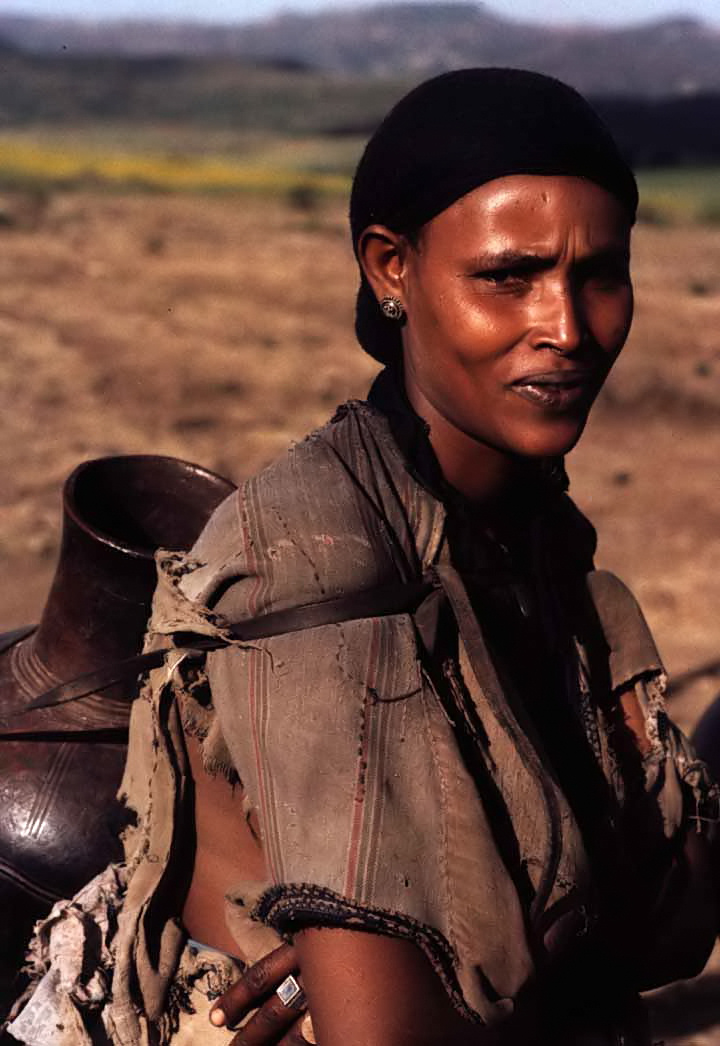
Um eine Wasserstelle zu erreichen, müssen die Menschen oft stundenlange Fußmärsche auf sich nehmen

Trotz großer Fortschritte im 21. Jahrhundert zählt Äthiopien auch 2019 noch zu den ärmsten Ländern Afrikas und der Welt. Schätzungsweise 49 Prozent der Bevölkerung sind unterernährt (Jahr 2001), auch in ertragreichen Erntejahren bleiben Millionen Äthiopier auf Nahrungsmittelhilfe angewiesen. Ursachen des Hungers sind Dürre und Überschwemmungen, verschärft durch verbreitete Entwaldung und Erosion.
Die Menschen in Äthiopien sind größtenteils Subsistenzwirtschaft betreibende Landwirte. Bedingt durch das starke Bevölkerungswachstum jedoch war es ihnen nicht mehr möglich, ihre Familien durch die Erträge der verfügbaren Ackerfläche zu ernähren, was Rodungen zur Folge hat. Der Wald schützte das Land jedoch vor Bodenerosion, so dass langfristig gesehen ein noch größerer Verlust an Ackerfläche zu befürchten ist.
Die Nahrungsmittelhilfe wird zumeist aus dem Ausland eingeführt, während Nahrungsmittel aus wirtschaftlich starken Regionen im Inland wegen der mangelhaften Infrastruktur nur schwer in die vom Hunger betroffenen Landesteile transportiert werden können. Die Abhängigkeit von auswärtiger Hilfe und ihre Folgen tragen ebenfalls ihren Teil zur prekären Ernährungslage bei und sollen mit längerfristig angelegten Entwicklungsstrategien der äthiopischen Regierung und internationaler Hilfsorganisationen verringert werden.
Mit Stand von 2017 war der Anteil der Unterernährten trotz der vorhandenen Probleme auf 20,6 % der Bevölkerung zurückgegangen, was vor allem an der positiven wirtschaftlichen Entwicklung des Landes liegt.
Zugang zu sauberem Trinkwasser, seit 2010 ein Menschenrecht der UNO, besitzt laut WHO und UNICEF 2011 nicht einmal jeder zweite äthiopische Bürger. Von 2011 bis 2023 verschlechterte sich dies weiterhin. Laut der Welthungerhilfe hatte 2023 nur jeder 3. äthiopische Bürger Zugang zu sauberem Trinkwasser.
Kinderarbeit ist weit verbreitet: 58,1 Prozent der Jungen und 41,6 Prozent der Mädchen zwischen 5 und 14 Jahren gehen regelmäßig einer Erwerbstätigkeit nach, die überwiegende Mehrheit (95 Prozent) im familiären Betrieb. In den großen Städten leben mehrere Hunderttausend Straßenkinder.

### Kennzahlen
Alle Werte sind in US-Dollar (Kaufkraftparität) angeben.
| Jahr | BNE (Kaufkraftparität) | BNE pro Kopf (Kaufkraftparität) | BIP-Wachstum pro Jahr |
| ---- | ---------------------- | ------------------------------- | --------------------- |
| 1990 | 020,2 Mrd.             | 0.420                           | 02,7 %                |
| 1995 | 023,8 Mrd.             | 0.420                           | 06,1 %                |
| 2000 | 032,4 Mrd.             | 0.490                           | 06,1 %                |
| 2005 | 049,9 Mrd.             | 0.650                           | 11,8 %                |
| 2010 | 089,8 Mrd.             | 1.050                           | 12,6 %                |
| 2015 | 166,4 Mrd.             | 1.650                           | 10,4 %                |
| 2016 | 194,0 Mrd.             | 1.870                           | 9,4 %                 |
| 2017 | 213,8 Mrd.             | 2.010                           | 9,6 %                 |
| 2018 | 235,0 Mrd.             | 2.140                           | 6,8 %                 |
| 2019 | 257,9 Mrd.             | 2.300                           | 8,4 %                 |
| 2020 | 284,5 Mrd.             | 2.410                           | 6,1 %                 |
| 2021 | 314,5 Mrd.             | 2.610                           | 5,7 %                 |
| 2022 | 354,7 Mrd.             | 2.880                           | 5,3 %                 |
| 2023 | 392,4 Mrd.             | 3.100                           | 6,5 %                 |

### Energiewirtschaft
Äthiopien ist auf dem großen Sprung nach vorne, was die Entwicklung des Landes (bei stark wachsender Bevölkerung) betrifft. Dazu gehört der möglichst schnelle Aufbau einer Infrastruktur und auch der schnelle Ausbau der Energiewirtschaft als eine der wichtigen Vorbedingungen für rasches wirtschaftliches Wachstum.

#### Energieerzeugung
Aufgrund der an vielen Stellen für die Energieerzeugung vorteilhaften äußeren Bedingungen hat Äthiopien die Möglichkeit, auf die im Lande reichlich vorhandenen fossile Energieträger wie Kohle oder Erdgas weitgehend zu verzichten. Stattdessen konzentriert man sich auf erneuerbare Energien: Wasserkraft, Windkraft, Sonnenenergie und Geothermie. Die äußeren Bedingungen in Äthiopien sind günstig, das Land zu einem Großexporteur sauberer und kostengünstiger erneuerbarer Energie zu machen. Fernziel ist der Bau von Wasser- und Windkraftwerken mit einer Leistung von jeweils mehr als 20.000 MW zusätzlich zum existierenden Bestand.
Allerdings steht die Planung in starkem Kontrast zur Realität. Im Zeitraum von fünf Jahren von 2009/10 bis 2014/15 sollte die installierte Leistung nur aus Wasserkraft von ca. 2000 auf 10.000 MW verfünffacht werden. Hingegen lag die gesamte installierte Leistung (inkl. Wasserkraft) im Jahr 2015 bei 2267 MW, der geplante Ausbau der Wasserkraft wurde nur zu 3,9 % verwirklicht. Grund war ein enger Finanzierungsrahmen, der Projekte verhinderte und verzögerte. Seit dem Beginn des Baus der Grand-Ethiopian-Renaissance-Talsperre (GERD) mit geplanten 6450 MW im Jahr 2011 hat sich der Finanzierungsrahmen nochmals deutlich eingeengt. Das Projekt GERD, ein nationales Prestigeprojekt, muss wegen internationaler Differenzen von der äthiopischen Regierung allein bezahlt werden und verschlang 2015 etwa 15 Prozent des BSP bzw. 60 Prozent des Staatshaushaltes. Eine Entspannung brachte 2016 das bislang größte fertiggestellte Kraftwerk Äthiopiens, Gilgel Gibe III mit 1870 MW installierter Leistung.

#### Elektrifizierung
Im Gegensatz dazu kommt innerhalb Äthiopiens die Elektrifizierung nur schrittweise voran. Waren 2010 weniger als 25 Prozent der Bevölkerung an das Stromnetz angeschlossen, sollten es bis 2015 75 Prozent sein, ein Ziel, das um etwa 15 Prozentpunkte verfehlt wurde. Bis 2020 sollen es 90 Prozent sein. Das sich verzögernde Bauprogramm von Kraftwerken und die zunehmende Elektrifizierung des Landes führen zu Stromknappheit in der Wirtschaft. Speziell im Dürrejahr 2015/16 kam es immer wieder zu Stromausfällen, da die Reservoirs teilweise trocken waren und die Zahl der Verbraucher stark zugenommen hatte. Hier verhinderte das vorzeitig teilweise in Betrieb genommene Wasserkraftwerk Gilge Gibel III mit seinen Wasser- und Elektrizitätsreserven einen partiellen Zusammenbruch der Wirtschaft Äthiopiens.
Ein struktureller Ausbau der Elektrizitätsinfrastruktur wird nach wie vor notwendig bleiben. Die zunehmende Elektrifizierung und das Wirtschaftswachstum sorgen für einen Anstieg des Bedarfs nach elektrischem Strom um 30 % jährlich. Nach der Inbetriebnahme von Gilgel Gibe III im Jahr 2016 stand zunächst genügend elektrischer Strom zur Verfügung. Daraus ergab sich aber unmittelbar ein Defizit bei der Zahl der Umspannwerke und von Übertragungsleitungen, die in zu geringer Zahl vorhanden und schnell überlastet waren und zahlreiche und lang anhaltende Stromausfälle über Tage provozieren. Um dies zu beheben, sind u. a. eine umfangreiche Bereitstellung neuer öffentlicher Umspannwerke vorgesehen, die bis 2018 abgeschlossen sein sollte. Es werden auch private Umspannwerke von Firmen (wie Stahlwerken) gebaut, um Energierationierungen zu umgehen und um die bereitgestellte Energie nutzen zu können.

#### Energieexporte
Trotz des relativen Engpasses bei der Energieerzeugung exportiert Äthiopien Strom, um die Kraftwerke zu refinanzieren und sich vor allem aufgrund des sehr kostengünstigen Stromes den stark wachsenden Energiemarkt Ostafrika möglichst vollständig zu sichern. Das Land exportiert seit Juni 2011 Strom nach Dschibuti und seit 2012 nach Sudan und Kenia – und zwar nahe am Selbstkostenpreis. Strategisch peilt Äthiopien damit eine umfassende Versorgung ganz Ostafrikas (Kenia, Uganda, Tansania, Ruanda, Südsudan sowie weitere Länder) an; die niedrigen Preise sollen angepasst werden, sobald eine umfassende Versorgung steht. Ein Meilenstein konnte hier 2016 verzeichnet werden, als Äthiopien und Kenia mit dem gemeinsamen Bau einer 500-kV-Hochspannungs-Gleichstrom-Übertragungsleitung über 1045 km begannen, die Ende 2018 kommissioniert werden soll. Diese Leitung soll mit bis zu 2000 MWe übertragener Leistung ganz Ostafrika versorgen. Mittel- bis langfristig soll ein Energiekorridor bis nach Europa geschaffen werden.

### Tourismus
Reisen hat in Äthiopien eine lange Tradition, daher gibt es überall (meist bescheidene) Unterkünfte, deren Standard von europäischen Ansprüchen oft weit entfernt ist. In Nordäthiopien, auf der von Touristen stark frequentierte „Historischen Route“, gibt es in jeder Stadt ein Hotel der staatlichen Hotelkette, das westlichen Standards entspricht. Alle größeren Städte werden von der Ethiopian Airlines angeflogen. Sehenswürdigkeiten sind unter anderem Bahir Dar am Tanasee, (Blauer) Nil-Fall, Gondar/Gonder (Palast des Kaisers Fasilides), Simien-Nationalpark, Axum (Kathedrale, Stelenfelder), Lalibela (Felsenkirchen), Awash-Nationalpark (Awash-Wasserfall), Langano-See, Dire Dawa.
Sehenswert ist auch 500 km östlich von Addis Abeba die kleine, zum Weltkulturerbe erklärte Stadt Harar (90 Moscheen, das Wohnhaus von Arthur Rimbaud).

### Staatshaushalt
Der Staatshaushalt umfasste 2016 Ausgaben von umgerechnet 11,85 Milliarden US-Dollar, dem standen Einnahmen von umgerechnet 10,07 Mrd. US-Dollar gegenüber. Daraus ergibt sich ein Haushaltsdefizit in Höhe von 2,4 Prozent des BIP. Die Staatsverschuldung betrug 2015 39,73 Milliarden US-Dollar oder 54,8 Prozent des BIP.
2006 betrug der Anteil der Staatsausgaben (in Prozent des BIP) folgender Bereiche:
- Gesundheit:[138] 3,9 Prozent
- Bildung:[136] 6,0 Prozent
- Militär:[136] 3,0 Prozent

## Infrastruktur

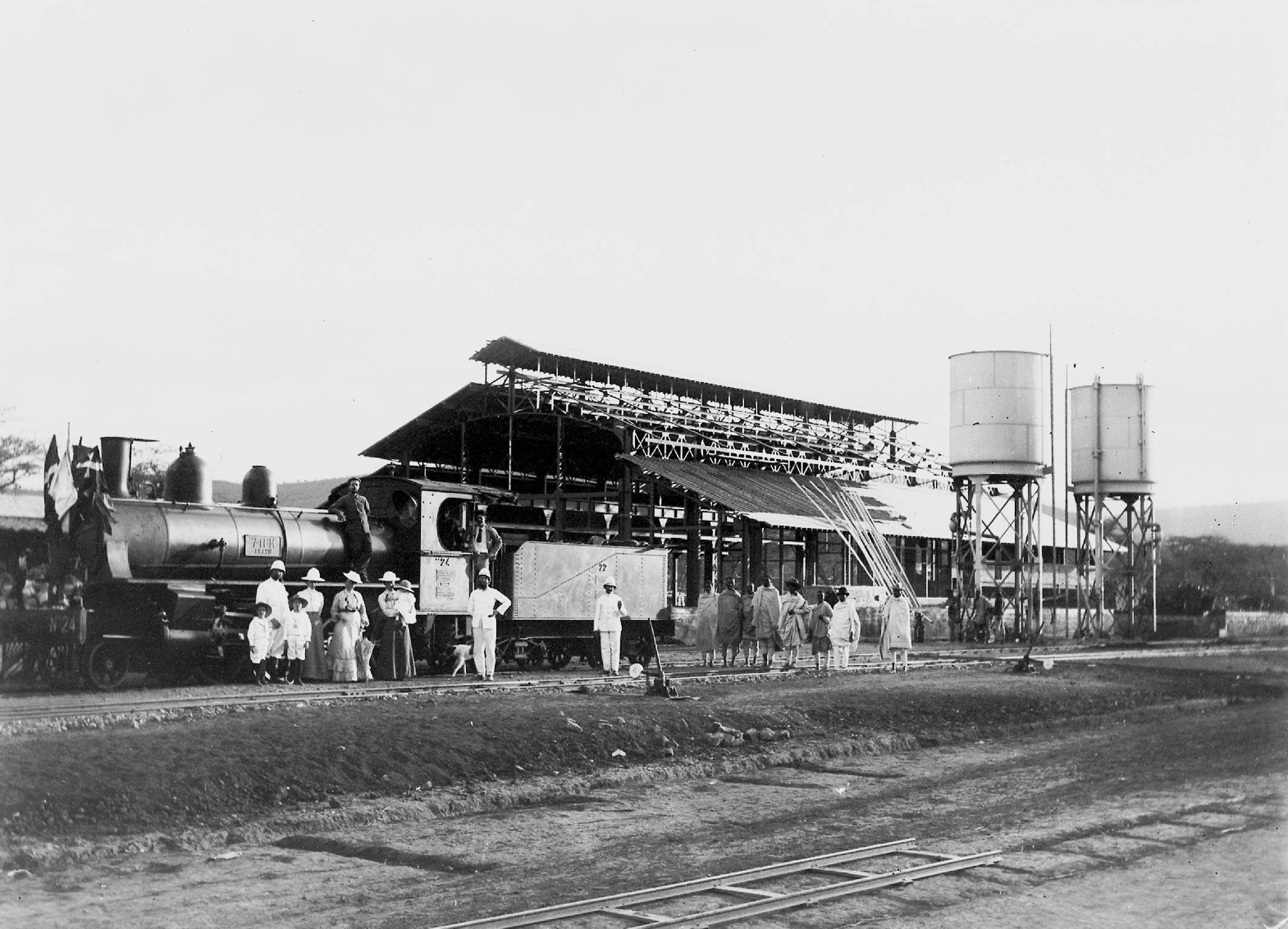
Familie Alfred Ilg vor einer Lokomotive der Firma SLM, Winterthur, in Dire Dawa etwa 1902–1906

Inländischer Schiffsverkehr findet in Äthiopien nur auf den großen Seen (vor allem auf dem Tanasee) statt. Die Flüsse des Landes sind (bis auf den Baro während der Regenzeit) nicht schiffbar.

### Import- und Exportverkehr
Äthiopien ist ein Binnenstaat ohne Zugang zum Meer, daher besitzt es keine eigenen Häfen. Über den Hafen von Dschibuti in Dschibuti City laufen 87 Prozent des Import- und Exportverkehrs Äthiopiens sowie 97 Prozent der Importe. In geringem Maße wird auch Bur Sudan im Sudan genutzt, vor allem für den Export von Kaffee. 2016 wurde eine Vereinbarung über die Nutzung des Hafens Berbera in Somaliland erreicht. Berbera soll – nach massiven Investitionen in die Infrastruktur – bis zu 30 Prozent des Außenhandels übernehmen.
Wegen der Bedeutung Dschibutis für Importe und Exporte legt Äthiopien Wert auf den Ausbau guter Verbindungen (Schiene, Straße) nach Dschibuti.

### Straßenverkehr
Die Verkehrsinfrastruktur ist wenig entwickelt. Alle wichtigen Städte sind aber bereits (Stand 2018) auf guten Asphaltstraßen erreichbar. Äthiopien verfügte 2003 über insgesamt 33.856 Straßenkilometer, die sich bis Mai 2016 auf 113.213 km aufgrund eines massiven Straßenbauprogramms mehr als verdreifachten. Der Anteil asphaltierter Straßen an der Gesamtlänge aller Straßen betrug in beiden Jahren dagegen etwa ein Achtel und blieb damit weitgehend konstant. Jedes Jahr kommen etwa 11 Prozent neuer Straßen hinzu (Stand: 2011).
Der Straßenverkehr gilt als unsicher. 2013 kamen in der Äthiopien insgesamt 25,3 Verkehrstote auf 100.000 Einwohner. Zum Vergleich: In Deutschland waren es im selben Jahr 4,3 Tote. Insgesamt kamen damit über 23.800 Personen im Straßenverkehr ums Leben. Die Rate an Verkehrstoten ist noch weitaus höher, wenn man sie der niedrigen Motorisierungsrate des Landes gegenüberstellt. 2017 kamen im Land 8 Kraftfahrzeuge auf 1000 Einwohner (in Deutschland waren es über 500 Fahrzeuge).
Das Land ist durch jahrhundertelange Subsistenzwirtschaft und Isolation wenig auf Außenhandel und nur eingeschränkt auf Binnenhandel ausgerichtet und verfügte daher nur über wenige Straßen für den Transport. Für eine wirtschaftliche Entwicklung besteht im Straßenbau daher ein sehr hoher Neu- und Ausbaubedarf, vor allem bei Allwetterstraßen, der selbst bei den hohen jährlichen Neubauanstrengungen noch länger nicht gedeckt sein wird. In den beiden Regenzeiten werden zudem viele Transportwege unpassierbar und die Menschen sind oft wochenlang von den Märkten und von medizinischen Einrichtungen abgeschnitten.
Für den Außenhandel wichtig ist vor allem die Strecke zwischen Addis Abeba über Adama zum Seehafen von Dschibuti, wobei vor allem die auch für den inneräthiopischen Verkehr wichtige Teilstrecke zwischen Addis Abeba nach Adama stark frequentiert ist. Seit August 2016 verfügt Äthiopien nun über eine erste voll kommissionierte 85 km lange Autobahn mit jeweils drei Fahrstreifen je Richtung von den Städten Addis Abeba über Modjo nach Adama. Zwischen den beiden Endpunkten finden sich sechs Anschlussstellen. Eine Weiterführung über 202 km von Modjo entlang des ostafrikanischen Grabenbruchs nach Süden nach Awassa ist im Bau (Stand: 2018).
Im Mai 2024 ist ein Einfuhrverbot für Fahrzeuge mit Verbrennungsmotor durch die äthiopische Regierung in Kraft getreten; es dürfen nur noch Elektrofahrzeuge importiert werden. Anfang 2024 gab es ungefähr 7.000 Elektroautos in Äthiopien. Bis Juli 2024 soll die Zahl auf etwa 70.000 angewachsen sein.

### Schienenverkehr
Es besteht eine einzige, insgesamt 756 km lange (davon 656 km in Äthiopien) normalspurige und durchgängig elektrifizierte Eisenbahnlinie, welche von Sebeta direkt westlich von Addis Abeba über Awash nach Dewele an der Grenze zu Dschibuti verläuft und von dort aus weiter zum Containerhafen von Dschibuti City am Golf von Tadjoura geht. Diese Bahnlinie, Ende 2016 offiziell eröffnet, dient als eine wirtschaftliche Lebensader Äthiopiens, das selbst keinen Zugang zum Meer besitzt. Zwischen Sebeta und Adama ist die Strecke auf 115 km zweigleisig, sonst eingleisig. 2015 wurde der Grundstein für eine zweite einspurige Bahnstrecke vom Norden Äthiopiens über 268 km von Mek’ele nach Weldiya gelegt, die später nach Dschibuti City verlängert werden soll. Ebenfalls im Bau ist mit Stand von 2018 eine 391 km lange eingleisige Verbindungsstrecke zwischen beiden Bahnlinien zwischen Awash und Weldiya.

### Telekommunikation
Das Telekommunikationsnetz in Äthiopien ist inzwischen gut ausgebaut. In allen regionalen Zentren gibt es öffentliche Telefone und oft auch Internetcafés, Cafés und Telefon-Shops. Die Preise für Telekommunikation, besonders für Anrufe ins Ausland, sind sehr hoch und liegen bei 15 Birr/Minute für einen Anruf nach Deutschland. Internetverbindungen sind oft sehr langsam, so dass eine Nutzung kaum oder nur mit sehr viel Geduld möglich ist. In einigen Teilen des Landes existiert bereits ein Mobilfunknetz. Bisher gibt es Roaming-Abkommen mit dem Betreiber E-Plus und der Telekom. Eine äthiopische SIM-Karte kostet ca. 60 Birr (Stand August 2011) und kann auch von Ausländern in Telekommunikationsläden, Hotels oder direkt bei Ethiopian Telecom erworben werden. Die Vorwahl äthiopischer Mobilfunknummern besteht aus den Ziffern 091, gefolgt von einer weiteren Nummer für die Region.
Im Jahr 2022 nutzten 19,4 Prozent der Einwohner Äthiopiens das Internet.

### Luftverkehr
Von insgesamt 58 Flughäfen in Äthiopien werden nur 15 regulär mit Inlandsflügen bedient. Nur zwei sind internationale Flughäfen, der Flughafen Dire Dawa mit einem einzigen internationalen Ziel (Dschibuti) und der Bole International Airport der Hauptstadt Addis Abeba mit 85 internationalen Zielen im Linienflugverkehr. Der jenseits der Kapazitätsgrenzen (6–7 Mio. PAX) operierende Flughafen in Addis Abeba wurde ausgebaut und hat seit März 2019 eine Kapazität von 22 Mio. PAX.

## Kultur

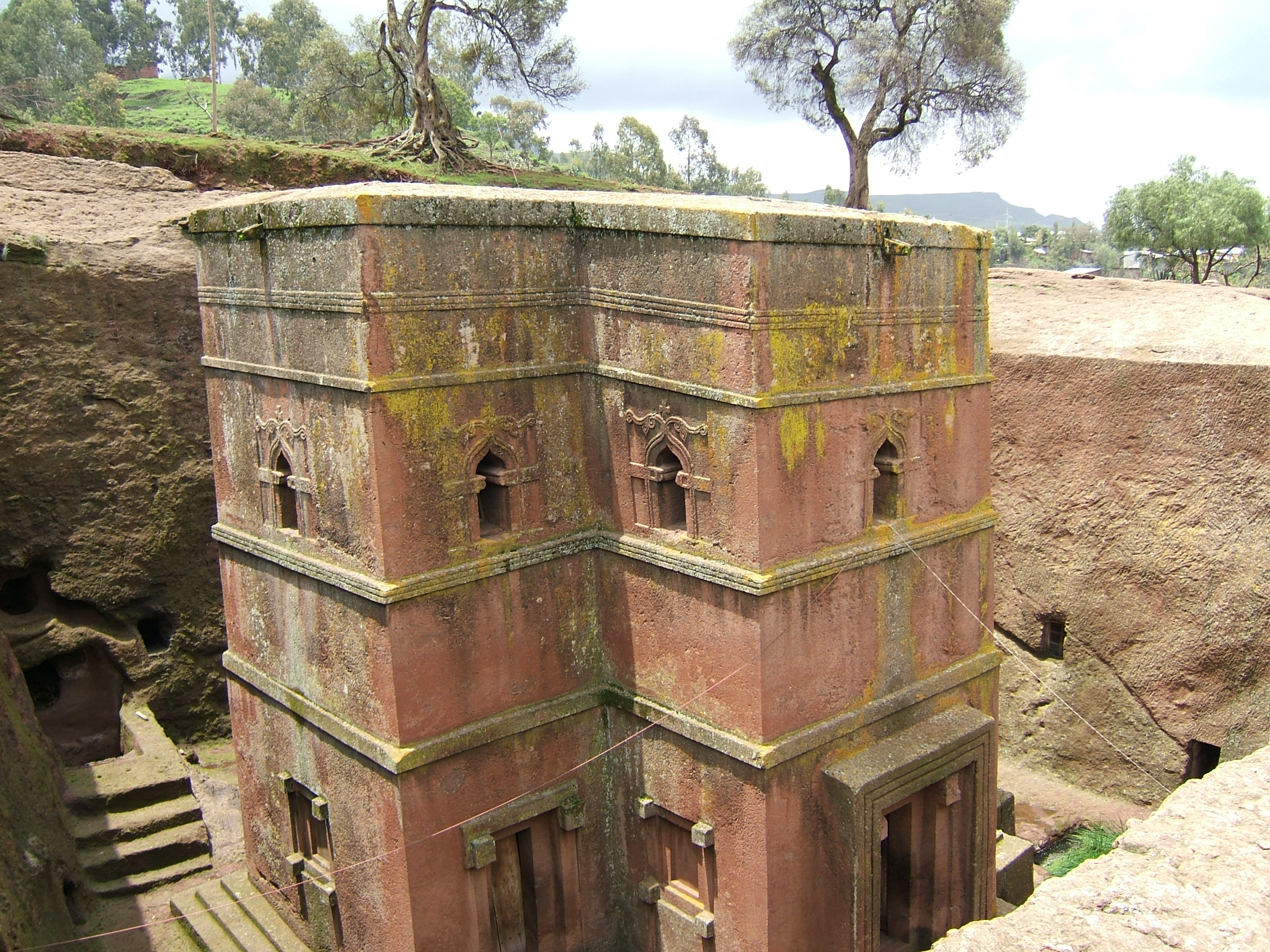
Die Felsenkirche Bet Gyiorgis in Lalibela

Durch seine christlichen Traditionen und die historische Isolation unterscheidet es sich kulturell deutlich von anderen Staaten in Subsahara-Afrika. Dies äußert sich in der Architektur und Kunst des Landes, unter anderem auch in der Äthiopischen Küche.
Äthiopien hat eine Gesellschaft mit einer alten, traditionsbewussten Kultur. In der gegenwärtigen Phase intensiver Reformen stellen sich verstärkt Fragen der Kulturpolitik. Die Eigenständigkeitsbestrebungen ethnischer Gruppen, denen im Rahmen der Regionalisierungspolitik größerer Spielraum gewährt wird, wirken sich auch im Bildungsbereich aus. Der Zentralstaat zieht sich auf eine Rahmenkompetenz in kulturellen Angelegenheiten zurück. Es obliegt den Regionen zu entscheiden, ob der Unterricht wie früher allgemein in Amharisch oder einer regionalen Sprache gehalten wird.

### Kunst

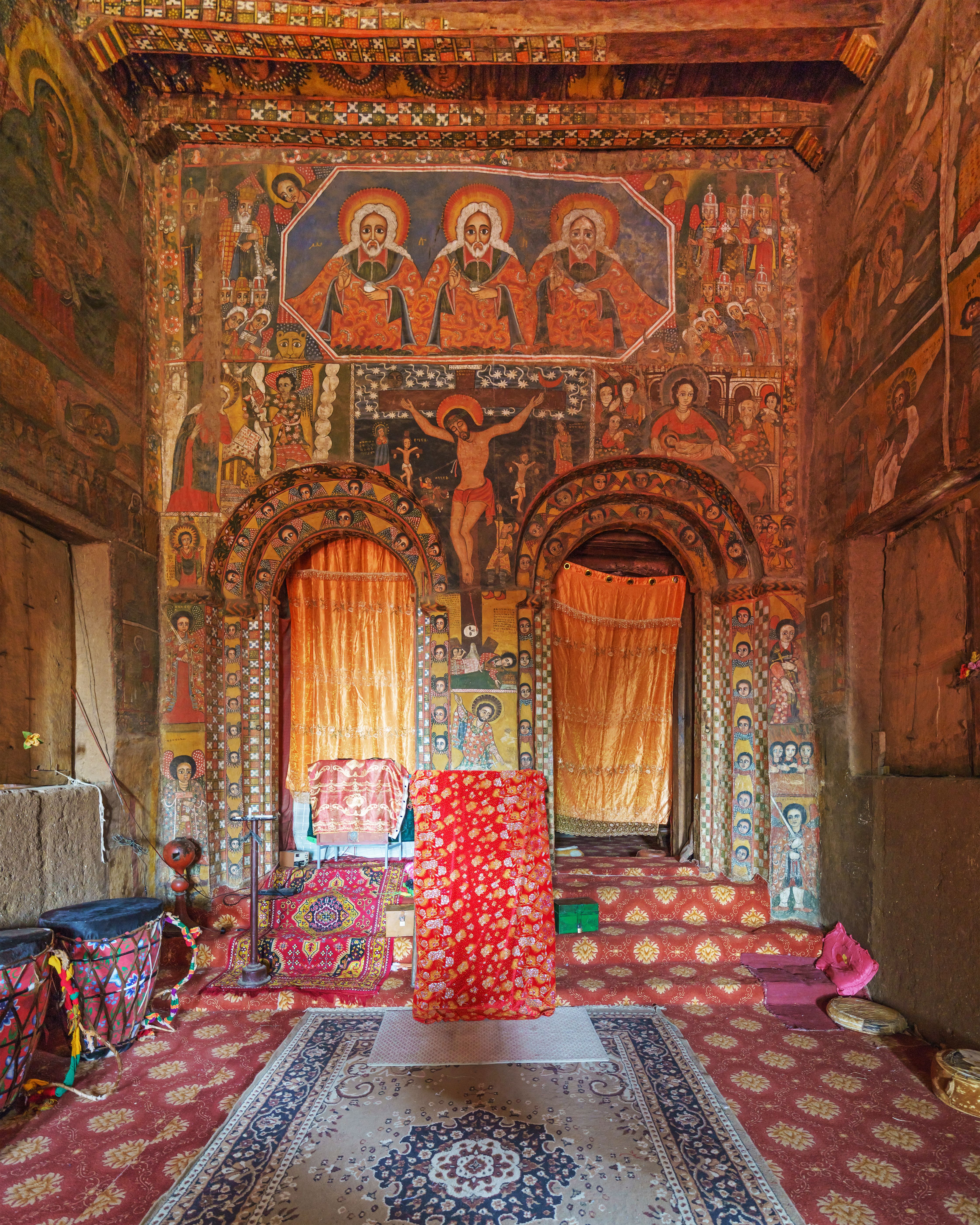
Religiöse äthiopische Malerei

Die für Subsahara-Afrika untypische Malerei und die Anfertigung feiner Kunsthandwerksarbeiten (etwa der von den Äthiopierinnen getragene Schmuck) haben ihre Wurzeln im alten nordafrikanisch-vorderasiatischen Kulturbereich. Sie hielten sich, eingebettet in der ungebrochen christlichen Tradition des Landes, bis heute.
Typische Medien der äthiopischen Malerei waren früher Buchilluminationen, Tafelbilder, Prozessionsbilder und Wandmalerei. Es sind drei Epochen unterscheidbar: Die Frühperiode (14. bis Anfang 16. Jahrhundert), eine zweite Periode (mit Kulminationspunkt im 17. Jahrhundert) und die dritte Periode (ab dem Ende des 17. Jahrhunderts).
Einer der bedeutendsten modernen äthiopischen Maler ist Afewerk Tekle (Afawarq Takle, 1932–2012), der großformatige Ölbilder, Skulpturen und Gebrauchskunst bis hin zu Briefmarken gestaltete. Er gehört neben Gebre Kristos Desta (1932–1981), Ale Felege Selam (1929–2016) und Alexander Boghosian (Skunder Boghosian, 1937–2003) zu den führenden Malern, die moderne Kunstauffassungen nach Äthiopien brachten.

### Musik

#### Traditionell

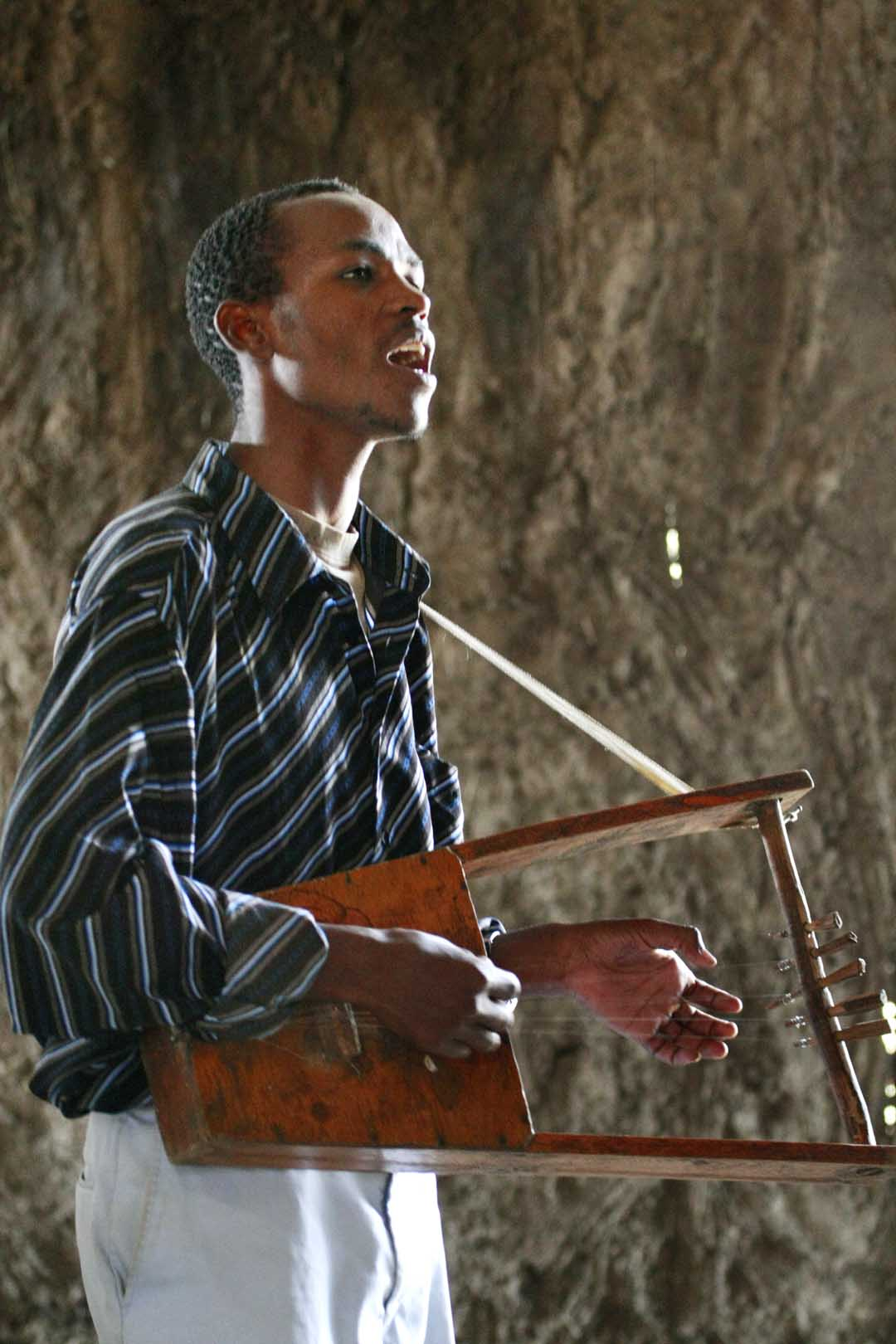
Krar-Spieler

Die pentatonische traditionelle Musik unterscheidet sich stark von der Musik des übrigen Afrika. Gespielt wird sie von Azmari genannten Sänger-Poeten, die mit Liedern in Balladenform durch das Land ziehen, alte Geschichten verbreiten und zu aktuellen Themen Stellung beziehen. Sie begleiten ihre Preis- und Schmählieder meist in Tej bets (Gaststätten, in denen der Honigwein Tej ausgeschenkt wird) auf der Leier krar, der einsaitigen gestrichenen Kastenspießlaute masinko oder spielen gelegentlich die Flöte waschint.
Die ehrwürdige große Leier beganna wird nur bei feierlichen religiösen Anlässen gespielt. Die Gesangstradition der äthiopisch-orthodoxen Kirche, zu der auch Instrumentalmusik und Tanz gehört, heißt zema („Klang, Lied, Melodie“). Ihre Einführung wird dem im 6. Jahrhundert wirkenden heiligen Yared zugeschrieben. Sakrale und früher bei höfischen Zeremonien verwendete Musikinstrumente sind die Trompete malakat, die grifflochlose Flöte embilta und die Fasstrommel kebero. Die früher zeremoniell gespielte Kesseltrommel negarit ist praktisch verschwunden.

#### Moderne äthiopische Musik
Neben den traditionellen Musikformen entwickelte sich ab den 1950er Jahren vor allem in den Großstädten eine vitale Populärmusik, die westliche und einheimische Stile miteinander verknüpfte. Als Grundlage diente dabei neben den traditionellen Musikformen die Militärmusik der seit den 1920er Jahren zunehmend beliebten Militärorchester. Zu den bekanntesten und erfolgreichsten zählten die der Armee, der Polizei und der kaiserlichen Leibwache. Daneben gab es Solisten wie den Saxophonisten Gétatchèw Mèkurya, der traditionelle Gesangsstile auf sein Saxophonspiel übertrug und häufig mit Free-Jazz-Saxophonisten wie Ornette Coleman und Albert Ayler verglichen wurde.
Diese Kombinationen entwickelten sich in den 1960er Jahren weiter, als durch Musiker wie Bizunesh Bekele westliche Stile wie Rhythm and Blues und Soul integriert wurden oder durch Mulatu Astatke Jazz und lateinamerikanische Musik. Von herausragender Bedeutung ist auch Tilahun Gesesse, der bis heute als „Stimme Äthiopiens“ gilt und in den 1960er Jahren vom Orchester der Kaiserlichen Leibwache begleitet wurde.
In den 1970er Jahren entwickelten Orchester wie die Wallias Band Analogien zum frühen Funk eines James Brown. Mit dem Sturz des Kaisers und dem Beginn der Militärdiktatur flüchtete die Mehrzahl der etablierten Künstler, durch diesen Aderlass und die restriktiven Bedingungen der Diktatur verlor die äthiopische Populärmusik ihr hohes Niveau. Bekannte Künstler dieser Zeit waren Ethio Stars, Roha Band und der Sänger Neway Debebe. Im Ausland zu großem Erfolg kam Aster Aweke, die ihre ersten Aufnahmen noch Mitte der 1970er Jahre in Addis Abeba machte und danach in die USA emigrierte. Sie ist heute Äthiopiens international bekannteste Musikerin.
Weitere wichtige Künstler der sogenannten „Goldenen Jahre der äthiopischen Musik“ sind Mahmoud Ahmed, Alemayehu Eshete, Hirut Bekele, Ali Birra, Ayalew Mesfin, Kiros Alemayehu und Muluken Mellesse.
Seit 1994 hat das französische Label Buda Musique vor allem im Rahmen seiner Serie Éthiopiques rund zwanzig CDs klassischer äthiopischer Populärmusik veröffentlicht und damit zahlreiche Künstler im Westen vorgestellt.

### Spiele
Die ältesten Spielbretter (6.–8. Jahrhundert n. Chr.) des Spieles Mancala wurden im Nordwesten Äthiopiens, in Matara und Yeha, gefunden. Richard Pankhurst beschrieb 1971 insgesamt 103 Varianten dieses Spieles in Äthiopien. Eine ist beispielsweise Lamlameta und wird von den Konso gespielt. Äthiopien hat auch eine eigene Variante des Schachs hervorgebracht, Senterej. Dieses Spiel wird mindestens seit fünfhundert Jahren gespielt. Der wohl größte Unterschied zum bekannten Schach ist die Werera genannte Eröffnung, bei der die Spieler so schnell oder so langsam ziehen, wie sie wollen, ohne auf den Gegner zu warten.

### Sport
Äthiopien hat eine lange Tradition von ausgezeichneten Langstreckenläufern und -läuferinnen. Sportler aus Äthiopien gewannen 58 olympische Medaillen (23 Gold, 12 Silber, 23 Bronze; Stand 2021). Die besten Langstreckenläufer und -läuferinnen der Welt kommen aus nur wenigen Ethnien aus Äthiopien und Kenia. Der Erfolg wird vielen Faktoren zugeschrieben: genetische Auslese (in der Jahrtausende alten Tradition als Hirten und Jäger in der Savanne im Hochland), hohe Maximale Sauerstoffaufnahme, das Gehen und Laufen im Hochland (von zu Hause zur weit entfernten Schule), hohe Hämoglobinwerte durch Leben im Hochland, optimale Laufökonomie durch Barfußlauf von klein auf, Ernährung mit viel Eiweiß und Kohlenhydraten und wenig Fett, Streben nach sportlichem Erfolg als Erwerbschance. Durch den europäischen Einfluss (auch aus Osteuropa) sowie die den Sport organisierenden europäischen Managern (z. B. Jos Hermens) ist das Training gerade in Äthiopien an den modernsten Prinzipien der Trainingslehre ausgerichtet. Fußball und Volleyball zählen zu den beliebtesten Sportarten. Die äthiopische Fußballnationalmannschaft konnte allerdings nur in den 1960er Jahren vorzeigbare Erfolge verbuchen (Gewinn der Afrikameisterschaft 1962 im eigenen Land) und galt lange Zeit als eine der schwächsten Mannschaften des afrikanischen Fußballverbandes. Erst ab 2005 gab es wieder einen Aufschwung, als die Nationalmannschaft den CECAFA-Cup (die Ost- und Zentralafrikameisterschaft) gewann. Dieser Aufschwung hat sich in den folgenden Jahren fortgesetzt, was sich unter anderem in der seit 1982 erstmaligen Qualifikation für die Afrika-Meisterschaft 2013 zeigt.

#### Traditionelle Sportarten
Typische äthiopische Sportarten sind Genna, eine Form des Hockeyspiels, welches traditionell um die Zeit der äthiopischen Weihnacht – am 7. Januar – gespielt wird.
Auch Gugs, ein Reiterspiel, ist eine bekannte traditionelle Sportart in Äthiopien.

#### Bekannte Sportler
- Abebe Bikila (1932–1973), Marathonläufer
- Mamo Wolde (1932–2002), Langstreckenläufer
- Miruts Yifter (1944–2016), Leichtathlet
- Derartu Tulu (* 1972), Langstreckenläuferin
- Haile Gebrselassie (* 1973), Langstreckenläufer
- Fatuma Roba (* 1973), Langstreckenläuferin
- Tesfaye Eticha (* 1974), Langstreckenläufer
- Gete Wami (* 1974), Langstreckenläuferin
- Gezahegne Abera (* 1978), Marathonläufer
- Million Wolde (* 1979), Langstreckenläufer
- Kenenisa Bekele (* 1982), Leichtathlet
- Ejegayehu Dibaba (* 1982), Langstreckenläuferin
- Meseret Defar (* 1983), Langstreckenläuferin
- Tirunesh Dibaba (* 1985), Langstreckenläuferin
- Fate Tola (* 1987), Langstreckenläuferin
- Feyisa Lilesa (* 1990), Marathonläufer
- Almaz Ayana (* 1991), Langstrecken- und Hindernisläuferin
- Genzebe Dibaba (* 1991), Mittel- und Langstreckenläuferin
- Tigist Assefa (* 1994), Marathonläuferin (Weltrekord der Frauen 2023)

### Kalender
Äthiopien hat eine eigene Zeitrechnung, den Äthiopischen Kalender. Er ähnelt dem Koptischen Kalender, ist ihm aber 276 Jahre voraus. Äthiopien ist das Land der 13 Monate („13 months of sunshine“), zwölf Monate zu je 30 Tagen und ein Monat mit fünf bzw. sechs Tagen (Schaltjahrsausgleich). Der Kalender ist gegenüber dem Gregorianischen Kalender um knapp acht Jahre zurück. Das äthiopische Neue Jahr beginnt immer am 11. September. Da Äthiopien im Bankwesen, Flugverkehr und der Kommunikation international verknüpft ist, werden beide Kalender nebeneinander verwendet. Überall im Land sind Kalender erhältlich, die gleichzeitig beide aktuell gültigen Daten auflisten, beispielsweise entspricht der 7. August 2005 dem 1. Dezember 1997 E. C. (Ethiopian Calendar). Äthiopien rechnet auch die jeweilige Tageszeit anders: der Tag beginnt um 6 Uhr (europäische Rechnung), somit ist in Äthiopien morgens um 7 Uhr „die erste Stunde des Tages“ vorbei (1 Uhr in äthiopischer Zählweise), Mittagszeit ist somit um 6 Uhr äthiopischer Zählweise, 12 Uhr nach äthiopischer Zählweise ist 18 Uhr nach europäischer Rechnung (wegen der Zeitverschiebung aber erst 15 Uhr MEZ).
| Amharisch                                                                                | Oromo        | Koptisch   | Anfang                  | Dauer          |
| ---------------------------------------------------------------------------------------- | ------------ | ---------- | ----------------------- | -------------- |
| Mäskäräm                                                                                 | Fulbaana     | Tut        | 11. oder 12.¹ September | 30 Tage        |
| Ṭəqəmt                                                                                   | Onkoloolessa | Babah      | 11. oder 12.¹ Oktober   | 30 Tage        |
| Həhdar                                                                                   | Sadassa      | Hatur      | 10. oder 11.¹ November  | 30 Tage        |
| Tahsas                                                                                   | Mudde        | Kiyahk     | 10. oder 11.¹ Dezember  | 30 Tage        |
| Ṭər                                                                                      | Amajjii      | Tubah      | 9. oder 10.² Januar     | 30 Tage        |
| Yäkatit                                                                                  | Guraandhala  | Amshir     | 8. oder 9.² Februar     | 30 Tage        |
| Mägabit                                                                                  | Bitootessa   | Baramhat   | 10. März                | 30 Tage        |
| Miyazəya                                                                                 | Ebla         | Baramundah | 9. April                | 30 Tage        |
| Gənbot                                                                                   | Caamsaa      | Bashans    | 9. Mai                  | 30 Tage        |
| Sane                                                                                     | Waxabajjii   | Ba’unah    | 8. Juni                 | 30 Tage        |
| Hamle                                                                                    | Adoolessa    | Abib       | 8. Juli                 | 30 Tage        |
| Nähase                                                                                   | Hagayya      | Misra      | 7. August               | 30 Tage        |
| Pagumen                                                                                  | Qammee       | Nasi       | 6. September            | 5 oder 6¹ Tage |
| ¹ vor Schaltjahr im Gregorianischen Kalender ² im Schaltjahr im Gregorianischen Kalender |              |            |                         |                |

### Feiertage
Als Feiertage werden in Äthiopien das Neujahrsfest (11. September), die christlich-orthodoxen Feiertage zu Ostern und Weihnachten sowie die islamischen Feiertage zum Ende des Ramadan und zum Opferfest gefeiert.
| Datum         | Deutsche Bezeichnung                | Einheimische Bezeichnung | Bemerkungen                                        |
| ------------- | ----------------------------------- | ------------------------ | -------------------------------------------------- |
| 7. Januar     | Orthodoxer Weihnachtsfeiertag       | Genna                    |                                                    |
|               | Islamisches Opferfest               | ’Īd ul-Adha              | beweglicher Feiertag nach islamischer Zeitrechnung |
| 19. Januar    | Erscheinung des Herrn               | Timkat                   |                                                    |
| 2. März       | Tag der Schlacht von Adua           | Ye’adowa B’al            |                                                    |
|               | Geburtstag des Propheten Mohammed   | Maulid an-Nabī           | beweglicher Feiertag nach islamischer Zeitrechnung |
|               | Orthodoxer Karfreitag               | Siqlet (Kreuzigung)      | beweglicher Feiertag                               |
|               | Orthodoxes Osterfest                | Fasika                   | beweglicher Feiertag                               |
|               | Ostermontag (öffentlicher Feiertag) |                          | beweglicher Feiertag                               |
| 1. Mai        | Tag der Arbeit                      |                          |                                                    |
| 5. Mai        | Patriotentag                        | Arbegnoch Qen            |                                                    |
| 28. Mai       | Nationalfeiertag                    |                          | Ende des Derg-Regimes                              |
| 18. August    |                                     | Buhe                     |                                                    |
| 11. September | Äthiopisches Neujahrsfest           | Inqut’at’ash             |                                                    |
| 27. September | Auffindung des Kreuzes              | Meskel                   | Gedenken an die Christianisierung Äthiopiens       |
|               | Ende des Ramadan                    | ’Īd al-Fitr              | beweglicher Feiertag nach islamischer Zeitrechnung |

### Geschichte
- Dieter H. Kollmer, Andreas Mückusch (Hrsg.): Horn von Afrika. Wegweiser zur Geschichte. Im Auftrag des Militärgeschichtlichen Forschungsamtes. Ferdinand Schöningh, Paderborn/München/Wien/Zürich 2007, ISBN 3-506-76397-0.
- Michael Lausberg: Geschichte und Kultur Äthiopiens (= Schriften zur Kulturgeschichte. Band 57). Verlag Dr. Kovač, Hamburg 2021, ISBN 978-3-339-11896-7.
- Aram Mattioli: Experimentierfeld der Gewalt. Der Abessinienkrieg und seine internationale Bedeutung 1935–1941. Orell Füssli, Zürich 2005, ISBN 3-280-06062-1.
- Walter Raunig (Hrsg.): Das christliche Äthiopien. Geschichte, Architektur, Kunst. Schnell & Steiner, Regensburg 2005, ISBN 3-7954-1541-1.

### Übergreifende Werke
- Klaus Dornisch: Sagenhaftes Äthiopien. Archäologie, Geschichte, Religion. Philipp von Zabern, Darmstadt 2015, ISBN 978-3-8053-4867-6.
- Xavier Van der Stappen: Éthiopie, au pays des hommes libres. La Renaissance du Livre, Tournai 2004, ISBN 2-8046-0828-X.
- Siegbert Uhlig (Hrsg.): Encyclopaedia Aethiopica, Band 1–3 ff. Harrassowitz, Wiesbaden 2003–2007ff, ISBN 3-447-04746-1.

### Reiseführer
- Martin Fitzenreiter, Katrin Hildemann: Äthiopien. Handbuch für individuelles Entdecken. Reise-Know-How. 7., neu bearbeitete und komplett aktualisierte Auflage. Bielefeld 2017, ISBN 3-8317-2819-4.